# Список матчей сборной Хорватии по футболу (2010—2019)

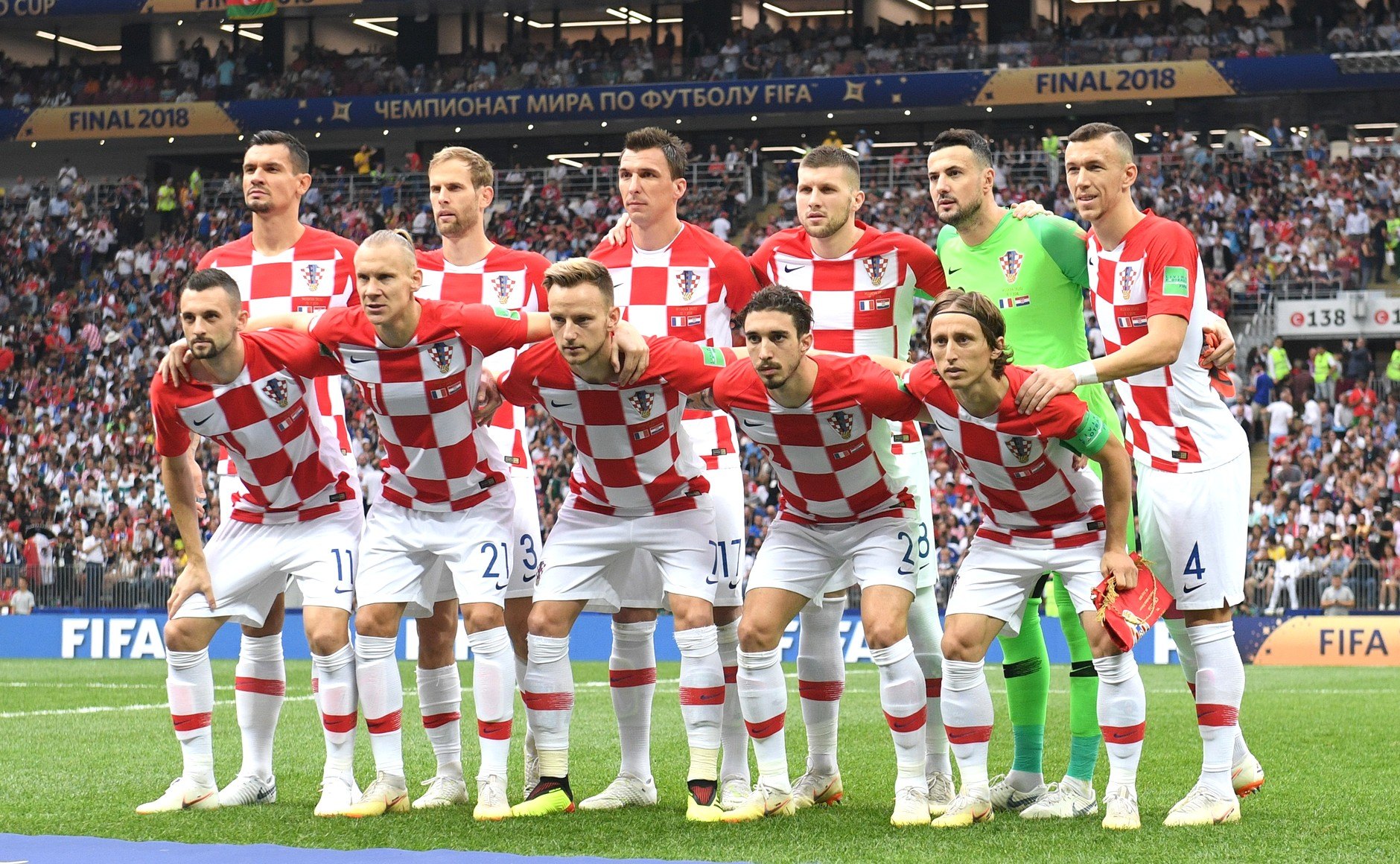
Сборная Хорватии в финале Чемпионата мира 2018 года

Ниже представлен список матчей сборной Хорватии по футболу, проведённых командой в 2010—2019 годах.
Хорватский футбольный союз считает датой своего основания 1912 год, когда сама страна ещё входила в Австро-Венгрию. В 1919 году все спортивные федерации Хорватии перешли в ведение КСХС. 6 августа 1939 года ХФС вновь обрёл самостоятельность. 17 июля 1941 года ФИФА признала ХФС как национальную ассоциацию Независимого государства Хорватия и считала его своим членом до образования СФРЮ в 1945 году. Хорватские футболисты с 1945 по 1990 год выступали в составе сборной Югославии.
После Второй мировой войны Хорватия была включена в качестве субъекта федерации в Социалистическую Федеративную Республику Югославию. Хорватские футболисты с 1945 по 1990 год выступали в составе сборной Югославии. За эти 45 лет было разрешено провести всего один матч: в сентябре 1956 года, в период «оттепели» в странах соцлагеря, хорваты со счётом 5:2 обыграли сборную Индонезии. Неофициально сборная Хорватия возобновила свои матчи ещё до провозглашения независимости страны, проведя первую игру в своей современной истории против команды США 27 октября 1990 года на домашнем стадионе «Максимир». 3 июля 1992 года Хорватия вновь была принята в ФИФА. В 1990-е годы команда сумела громко заявить о себе на международной арене, сначала выйдя в четвертьфинал Чемпионата Европы 1996 года, а на Чемпионат мира 1998 года и вовсе сенсационно заняла третье место. В 2000-х годах хорваты регулярно принимали участие в финальных этапах мирового и континентального первенств, но как правило не преодолевали там групповой этап.
В 2010—2011 годах сборная Хорватия участвовала в отборочном турнире Чемпионата Европы 2012 года, сумев пробиться в финальный этап через стыковые матчи, в которых переиграла Турцию. На самом первенстве команда не сумела выйти из группы, пропустив вперёд испанцев и итальянцев. Кампания 2012—2013 годов по отбору на Чемпионат мира 2014 года завершилась успехом в стыковых матчах с Исландией. В финальном этапе хорваты вновь не смогли выйти из группы, проиграв Мексике в решающем поединке. Отборочный турнир к Чемпионату Европы 2016 года Хорватия завершила на втором месте в своей группе, гарантировавшем выход в финальный этап, там она успешно преодолела групповой этап, но уступила в 1/8 финала Португалии. В кампании 2016—2017 годов по отбору на Чемпионат мира 2018 года хорваты уступили первое место в группе исландцам, но сумели выйти в финальную часть, уверенно разобравшись с Грецией в стыковых играх. На мировом первенстве, проводившемся в России, Хорватия превзошла свой исторический успех 20-летней давности, выйдя в финал турнира.

## Список матчей
В данном списке представлены все матчи сборной Хорватии с 2010 по 2019 год, расположенные в хронологическом порядке. Пронумерованы матчи, признаваемые УЕФА и ФИФА. По каждому матчу представлена следующая информация: статус матча, дата проведения, счёт, место проведения. В скрытых частях блоков находятся данные об авторах и минутах забитых голов, ссылки на источники, стадион, количество зрителей, составы команд, имена и гражданство главных судей матчей, а также источники информации.
Блоки матчей выделены цветами в зависимости от исхода для Хорватии (оттенок зелёного цвета обозначает победу, жёлтого — ничью, красного — поражение). Кроме того, номера матчей выделены цветом в зависимости от турниров, в рамках которых эти матчи проводились. Номера товарищеских игр представлены на белом фоне, следующие цвета обозначают следующие турниры:
 Чемпионат мира
 Отборочный турнир Чемпионата мира
 Чемпионат Европы
 Отборочный турнир Чемпионата Европы
 Лига наций УЕФА

### 2010
| 3 марта 2010 товарищеский матч | Бельгия       | 0:1 (0:0) | Хорватия                   | Брюссель, Бельгия |
| | Вертонген 68' | [ 6 ]     | Вукоевич 61' · Кранчар 63′ | Стадион: Стадион короля Бодуэна Зрителей: 20 000 Судья: Джанлука Рокки (Италия) Помощники судьи: Массимилиано Грилли (Италия) Помощник судьи: Стефано Папи (Италия) |
| Хорватия: Рунье, Шимунич (Ловрен, 46), Крижанац (Ракитич, 57), Чорлука, Вукоевич 61' (Дуймович, 82), Модрич (Праньич, 65), Срна (Габрич, 90), Олич (Эдуардо да Силва, 57), Кранчар, Билич (Манджукич, 65), Чале |               |           |                            | |

| 19 мая 2010 товарищеский матч | Австрия | 0:1 (0:0) | Хорватия  | Клагенфурт-ам-Вёртерзе, Австрия |
| |         | [ 7 ]     | Билич 86′ | Стадион: Вёртерзе-Штадион Зрителей: 20 000 Судья: Кевин Блом (Нидерланды) Помощники судьи: Патрик Лангкамп (Нидерланды) Помощник судьи: Никки Сиберт (Нидерланды) |
| Хорватия: Субашич, Стринич, Шимунич, Шильденфельд, Вукоевич, Модрич, Срна , Дуймович (Покривач, 78), Манджукич, Елавич (Габрич, 67), Петрич (Билич, 60) |         |           |           | |

| 23 мая 2010 товарищеский матч | Хорватия                             | 2:0 (1:0) | Уэльс      | Осиек, Хорватия |
| | Ловрен 7' · Ракитич 45′ · Габрич 82′ | [ 8 ]     | Эрншоу 30' | Стадион: Градски врт Зрителей: 15 000 Судья: Славко Винчич (Словения) Помощники судьи: Милан Когей (Словения) Помощник судьи: Грегор Ройко (Словения) |
| Хорватия: Плетикоса, Стринич, Шимунич, Ракитич (Покривач, 77), Вукоевич (Дуймович, 65), Модрич, Срна (Вида, 75), Манджукич (Бадель, 90), Елавич (Билич, 46), Петрич (Габрич, 46), Ловрен 7' |                                      |           |            | |

| 26 мая 2010 товарищеский матч | Эстония | 0:0 (0:0) | Хорватия   | Таллин, Эстония |
| |         | [ 9 ]     | Бадель 53' | Стадион: А. Ле Кок Арена Зрителей: 4 800 Судья: Михаэль Свендсен (Дания) Помощники судьи: Нильс Хог (Дания) Помощник судьи: Якоб Билле (Дания) |
| Хорватия: Субашич, Шильденфельд, Праньич, Ракитич , Покривач, Габрич, Дуймович (Вукоевич, 80), Бадель 53' (Булят, 88), Вида, Чале (Стринич, 46), Ловрен (Вучко, 46) |         |           |            | |

| 11 августа 2010 товарищеский матч | Словакия              | 1:1 (0:0) | Хорватия                 | Братислава, Словакия |
| | Стох 50′ · Шкртел 59' | [ 10 ]    | Елавич 54′ · Шимунич 55' | Стадион: Пасиенки Зрителей: 6 366 Судья: Радек Матеек (Чехия) Помощники судьи: Мартин Вильцзек (Чехия) Помощник судьи: Иво Хитил (Чехия) |
| Хорватия: Рунье, Шимунич 55', Чорлука, Ракитич (Дуймович, 71), Вукоевич, Модрич, Срна , Шильденфельд, Манджукич (Эдуардо да Силва, 46), Олич (Елавич, 46), Кранчар (Петрич, 46) |                       |           |                          | |

| 3 сентября 2010 ОЧЕ 2012, группа F | Латвия                          | 0:3 (0:1) | Хорватия                                            | Рига, Латвия |
| | Михадюкс 76' · Верпаковскис 76' | [ 11 ]    | Вукоевич 37' · Петрич 43′ · Олич 51′ · Срна 82′ 90' | Стадион: Сконто Зрителей: 7 400 Судья: Бьорн Кёйперс (Нидерланды) Помощники судьи: Берри Симонс (Нидерланды) Помощник судьи: Сандер ван Рукел (Нидерланды) Резервный судья: Ричард Лисвелд (Нидерланды) |
| Хорватия: Рунье, Стринич, Шимунич, Чорлука, Ракитич, Вукоевич 37' (Праньич, 70), Эдуардо да Силва (Елавич, 62), Срна 90', Олич, Кранчар, Петрич (Манджукич, 84) |                                 |           |                                                     | |

| 7 сентября 2010 ОЧЕ 2012, группа F | Хорватия               | 0:0 (0:0) | Греция                                           | Загреб, Хорватия |
| | Ракитич 62' · Срна 68' | [ 12 ]    | Торосидис 16' · Цавелас 46' · Папастатопулос 79' | Стадион: Максимир Зрителей: 33 000 Судья: Клаус Бо Ларсен (Дания) Помощники судьи: Торбен Йенсен (Дания) Помощник судьи: Андерс Норрестранн (Дания) Резервный судья: Якоб Кехлет (Дания) |
| Хорватия: Рунье, Стринич, Шимунич, Чорлука, Праньич, Вукоевич (Ракитич 62', 57), Модрич, Срна 68', Олич (Эдуардо да Силва, 73), Кранчар, Петрич (Елавич, 46) |                        |           |                                                  | |

| 9 октября 2010 ОЧЕ 2012, группа F | Израиль                                                 | 1:2 (0:2) | Хорватия                                     | Рамат-Ган, Израиль |
| | Кейнан 35' · Шехтер 36' 81′ · Бен-Хаим 65' · Голаса 88' | [ 13 ]    | Кранчар 36′ (пен.), 41′ 59' · Вукоевич 90+3' | Стадион: Рамат-Ган Зрителей: 25 000 Судья: Вольфганг Штарк (Германия) Помощники судьи: Ян-Хендрик Зальвер (Германия) Помощник судьи: Майк Пикель (Германия) Резервный судья: Дениз Айтекин (Германия) |
| Хорватия: Рунье, Стринич, Шимунич , Чорлука, Праньич, Ракитич (Вукоевич 90+3', 77), Эдуардо да Силва (Манджукич, 57), Модрич, Шильденфельд, Олич (Билич, 72), Кранчар 59' |                                                         |           |                                              | |

| 12 октября 2010 товарищеский матч | Хорватия                    | 2:1 (1:1) | Норвегия                                   | Загреб, Хорватия |
| | Манджукич 35′ · Кранчар 49′ | [ 14 ]    | Абделлауе 21′ · Демидов 29' · Педерсен 68' | Стадион: Максимир Зрителей: 3 000 Судья: Дамир Скомина (Словения) Помощники судьи: Андрей Коколь (Словения) Помощник судьи: Матей Жунич (Словения) |
| Хорватия: Плетикоса, Стринич, Шимунич, Праньич (Покривач, 90), Вукоевич (Дуймович, 61), Эдуардо да Силва (Билич, 62), Модрич (Иличевич, 46), Срна (Булят, 89), Шильденфельд, Манджукич, Кранчар |                             |           |                                            | |

| 17 ноября 2010 ОЧЕ 2012, группа F | Хорватия                                  | 3:0 (2:0) | Мальта    | Загреб, Хорватия |
| | Кранчар 18′, 42′ · Срна 74' · Калинич 81′ | [ 15 ]    | Грима 84' | Стадион: Максимир Зрителей: 12 000 Судья: Дуарте Гомеш (Португалия) Помощники судьи: Тьягу Тригу (Португалия) Помощник судьи: Венансиу Томе (Португалия) Резервный судья: Карлуш Шистра (Португалия) |
| Хорватия: Рунье, Чорлука, Праньич, Ракитич (Иличевич, 69), Эдуардо да Силва (Манджукич, 78), Модрич, Срна 74', Шильденфельд, Дуймович, Кранчар, Петрич (Калинич, 60) |                                           |           |           | |

### 2011
| 9 февраля 2011 товарищеский матч | Хорватия                                                     | 4:2 (2:2) | Чехия                                   | Пула, Хорватия |
| | Эдуардо 10′ · Калинич 13′, 61′ · Дуймович 62' · Иличевич 82′ | [ 16 ]    | Сивок 20′ · Росицкий 45+1′ · Кадлец 59' | Стадион: Альдо Дросина Зрителей: 9 000 Судья: Даниэле Орсато (Италия) Помощники судьи: Мауро Тонолини (Италия) Помощник судьи: Риккардо Ди Фьоре (Италия) |
| Хорватия: Рунье, Срна , Чорлука (Ловрен, 46), Шимунич, Праньич (Стринич, 46), Вукоевич (Дуймович 62', 46), Ракитич, Иличевич (Врсалько, 82), Кранчар, Эдуардо да Силва (Петрич, 46), Калинич (Елавич, 63) |                                                              |           |                                         | |

| 26 марта 2011 ОЧЕ 2012, группа F | Грузия                           | 1:0 (0:0) | Хорватия                   | Тбилиси, Грузия |
| | Марцваладзе 71' · Кобиашвили 90′ | [ 17 ]    | Дуймович 52' · Кранчар 66' | Стадион: Борис Пайчадзе Зрителей: 55 000 Судья: Паоло Тальявенто (Италия) Помощники судьи: Лука Маджани (Италия) Помощник судьи: Никола Николетти (Италия) Резервный судья: Паоло Валери (Италия) |
| Хорватия: Рунье, Стринич, Ловрен, Чорлука, Ракитич (Перишич, 61), Модрич, Срна , Калинич, Дуймович 52', Кранчар 66' (Елавич, 70), Петрич (Праньич, 84) |                                  |           |                            | |

| 29 марта 2011 товарищеский матч | Франция                  | 0:0 (0:0) | Хорватия                                        | Париж, Франция |
| | Диарра 69' · Ревейер 82' | [ 18 ]    | Ловрен 30' · Вукоевич 43' · Срна 76' · Вида 84' | Стадион: Стад де Франс Зрителей: 70 000 Судья: Алан Келли (Ирландия) Помощники судьи: Дамьен Макгрейт (Ирландия) Помощник судьи: Марк Дуглас (Ирландия) |
| Хорватия: Рунье (Плетикоса, 46), Чорлука, Ловрен, Шимунич, Срна (Вида, 80), Вукоевич, Модрич, Кранчар, Праньич (Стринич, 24) (Ракитич, 46), Перишич (Петрич, 71), Елавич (Калинич, 56) |                          |           |                                                 | |

| 3 июня 2011 ОЧЕ 2012, группа F | Хорватия                        | 2:1 (0:1) | Грузия                                  | Сплит, Хорватия |
| | Манджукич 76′ · Калинич 78′ 78' | [ 19 ]    | Канкава 17′ · Иашвили 26' · Хубутия 75' | Стадион: Полюд Зрителей: 28 000 Судья: Стефан Юханнессон (Швеция) Помощники судьи: Хенрик Андрен (Швеция) Помощник судьи: Йоаким Флинк (Швеция) Резервный судья: Михаэль Лерьеус (Швеция) |
| Хорватия: Рунье, Шимунич, Чорлука, Праньич, Вукоевич (Класнич, 71), Эдуардо да Силва, Модрич, Срна , Манджукич, Перишич (Дуймович, 71), Елавич (Калинич, 46, 78') |                                 |           |                                         | |

| 10 августа 2011 товарищеский матч | Ирландия   | 0:0 (0:0) | Хорватия     | Дублин, Ирландия |
| | Гибсон 55' | [ 20 ]    | Вукоевич 51' | Стадион: Авива (стадион) Зрителей: 20 000 Судья: Том Харальд Хаген (Норвегия) Помощники судьи: Свен Инге Викен (Норвегия) Помощник судьи: Даг Рогер Неббен (Норвегия) |
| Хорватия: Плетикоса, Чорлука (Врсалько, 73), Ловрен, Шимунич, Стринич, Срна , Вукоевич 52' (Дуймович, 87), Модрич, Кранчар (Иличевич, 65), Эдуардо да Силва (Олич, 46), Манджукич (Калинич, 74) |            |           |              | |

| 2 сентября 2011 ОЧЕ 2012, группа F | Мальта                              | 1:3 (1:2) | Хорватия                                                             | Аттард, Мальта |
| | Фенек 25' · Мифсуд 38′ · Файлла 66' | [ 21 ]    | Вукоевич 11′ · Бадель 32′ · Манджукич 35' · Чорлука 51' · Ловрен 68′ | Стадион: Национальный стадион Зрителей: 3 500 Судья: Тони Шапрон (Франция) Помощники судьи: Эммануэль Буадангьен (Франция) Помощник судьи: Фреджи Аршай (Франция) Резервный судья: Фреди Фотрель (Франция) |
| Хорватия: Плетикоса, Стринич, Ловрен, Чорлука 51', Бадель (Эдуардо да Силва, 82), Вукоевич, Срна , Манджукич 35', Класнич (Калинич, 46), Перишич (Дуймович, 68), Врсалько |                                     |           |                                                                      | |

| 6 сентября 2011 ОЧЕ 2012, группа F | Хорватия                                               | 3:1 (0:1) | Израиль                                                 | Загреб, Хорватия |
| | Модрич 47′ · Эдуардо 55′, 57′ · Срна 62' · Стринич 76' | [ 22 ]    | Бен-Харуш 38' · Хемед 44′ · Захави 45+2' · Бен-Хаим 51' | Стадион: Максимир Зрителей: 15 000 Судья: Карлос Веласко Карбальо (Испания) Помощники судьи: Хуан Карлос Юсте Хименес (Испания) Помощник судьи: Роберто Алонсо (Испания) |
| Хорватия: Плетикоса, Стринич 76', Шимунич, Ловрен, Чорлука (Эдуардо да Силва, 46), Вукоевич (Дуймович, 46), Елавич (Калинич, 87), Модрич, Срна 62', Манджукич, Кранчар |                                                        |           |                                                         | |

| 7 октября 2011 ОЧЕ 2012, группа F | Греция                                                                                       | 2:0 (0:0) | Хорватия                                                | Пирей, Греция |
| | Карагунис 40' · Зарадукас 45+5' · Цорвас 60' · Самарас 65' 71′ · Гекас 79′ · Пападопулос 81' | [ 23 ]    | Эдуардо 45+2' · Елавич 60' · Калинич 77' · Ловрен 90+1' | Стадион: Караискакис Зрителей: 27 316 Судья: Говард Уэбб (Англия) Помощники судьи: Джейк Коллин (Англия) Помощник судьи: Питер Киркуп (Англия) Резервный судья: Майк Дин (Англия) |
| Хорватия: Плетикоса, Стринич, Шимунич , Ловрен 90+1', Чорлука (Вида, 75), Вукоевич, Елавич 60' (Калинич 77', 61), Модрич, Манджукич, Кранчар, Эдуардо да Силва 45+2' (Перишич, 52) |                                                                                              |           |                                                         | |

| 11 октября 2011 ОЧЕ 2012, группа F | Хорватия                    | 2:0 (0:0) | Латвия                | Риека, Хорватия |
| | Эдуардо 66′ · Манджукич 72′ | [ 24 ]    | Клява 35' · Ругин 38' | Стадион: Кантрида Зрителей: 8 000 Судья: Антони Готье (Франция) Помощники судьи: Микаэль Аннонье (Франция) Помощник судьи: Фредерик Кано (Франция) Резервный судья: Саид Энджими (Франция) |
| Хорватия: Плетикоса, Стринич, Шимунич, Ловрен, Чорлука (Вида, 34), Ракитич, Модрич, Срна , Манджукич (Елавич, 84), Кранчар (Перишич, 59), Эдуардо да Силва |                             |           |                       | |

| 11 ноября 2011 ОЧЕ 2012, плей-офф | Турция                                               | 0:3 (0:2) | Хорватия                                                     | Стамбул, Турция |
| | Балта 64' · Белёзоглу 66' · Сарыоглу 71' · Туран 87' | [ 25 ]    | Олич 2′ 69' · Манджукич 32′ · Чорлука 35' 51′ · Дуймович 41' | Стадион: Тюрк Телеком Арена Зрителей: 47 000 Судья: Феликс Брых (Германия) Помощники судьи: Торстен Шиффнер (Германия) Помощник судьи: Марк Борш (Германия) Резервный судья: Флориан Майер (Германия) |
| Хорватия: Плетикоса, Шимунич, Чорлука 35', Ракитич (Праньич, 83), Модрич, Срна , Шильденфельд, Дуймович 41', Манджукич (Эдуардо да Силва, 90), Олич 69' (Елавич, 85), Вида |                                                      |           |                                                              | |

| 15 ноября 2011 ОЧЕ 2012, плей-офф | Хорватия                   | 0:0 (0:0) (3:0 по сумме двух матчей) | Турция                                                          | Загреб, Хорватия |
| | Вида 18' · Манджукич 45+2' | [ 26 ]                               | Эркин 6' · Балджи 22' · Коркмаз 45+2' · Алтынтоп 59' · Инан 81' | Стадион: Максимир Зрителей: 30 000 Судья: Педру Проэнса (Португалия) Помощники судьи: Бертину Миранда (Португалия) Помощник судьи: Рикарду Сантуш (Португалия) Резервный судья: Жорже Соуза (Португалия) |
| Хорватия: Плетикоса, Шимунич, Срна , Шильденфельд, Вида 18', Модрич, Праньич, Ракитич, Вукоевич (Эдуардо да Силва, 88), Олич (Перишич, 61), Манджукич 45+2' (Елавич, 78) |                            |                                      |                                                                 | |

### 2012
| 29 февраля 2012 товарищеский матч | Хорватия                                                    | 1:3 (1:1) | Швеция                                    | Загреб, Хорватия |
| | Вида 35' · Манджукич 37' · Ульссон 45′ (авт.) · Шимунич 81' | [ 27 ]    | Ибрагимович 14′ (пен.) · Ларссон 47′, 69′ | Стадион: Максимир Зрителей: 10 000 Судья: Митя Жганец (Словения) Помощники судьи: Андрей Коколь (Словения) Помощник судьи: Боян Ул (Словения) |
| Хорватия: Плетикоса, Шимунич 83', Чорлука (Праньич, 29), Ракитич, Модрич (Вукоевич, 73), Срна , Шильденфельд, Вида 35' (Перишич, 67), Дуймович (Кранчар, 46), Манджукич 37' (Эдуардо да Силва, 46), Олич (Елавич, 46) |                                                             |           |                                           | |

| 25 мая 2012 товарищеский матч | Хорватия                                 | 3:1 (2:0) | Эстония                  | Пула, Хорватия |
| | Чорлука 16′ · Калинич 20′ · Вукоевич 81′ | [ 28 ]    | Конса 46' · Васильев 83′ | Стадион: Альдо Дросина Зрителей: 8 000 Судья: Михай Фабиан (Венгрия) Помощники судьи: Жолт Списьяк (Венгрия) Помощник судьи: Жолт Варга (Венгрия) |
| Хорватия: Субашич, Вида, Чорлука (Врсалько, 79), Шильденфельд (Шимунич, 46), Стринич, Перишич (Кранчар, 46), Дуймович (Вукоевич, 45), Бадель, Иличевич (Ракитич, 60), Калинич, Эдуардо да Силва (Манджукич, 60) |                                          |           |                          | |

| 2 июня 2012 товарищеский матч | Норвегия                     | 1:1 (0:0) | Хорватия                                           | Осло, Норвегия |
| | Бротен 45' · Эльюнусси 90+2′ | [ 29 ]    | Елавич 43' · Срна 53' · Эдуардо 79′ · Вукоевич 82' | Стадион: Уллевол Зрителей: 14 208 Судья: Сергей Карасёв (Россия) Помощники судьи: Антон Аверьянов (Россия) Помощник судьи: Дмитрий Мосякин (Россия) |
| Хорватия: Плетикоса, Шимунич, Срна 53', Шильденфельд, Вида, Стринич (Праньич, 46), Ракитич, Перишич (Кранчар, 63), Дуймович (Вукоевич 82', 46), Елавич (Олич, 46) (Иличевич, 71), Манджукич (Эдуардо да Силва, 63) |                              |           |                                                    | |

| 10 июня 2012 ЧЕ 2012, группа C | Ирландия                       | 1:3 (1:2) | Хорватия                                                  | Познань, Польша |
| | Сент-Леджер 19′ · Эндрюс 45+1' | [ 30 ]    | Манджукич 3′, 49′ · Елавич 43′ · Модрич 53' · Кранчар 84' | Стадион: Городской стадион Зрителей: 39 550 Судья: Бьорн Кёйперс (Нидерланды) Помощники судьи: Сандер ван Рукел (Нидерланды) Помощник судьи: Эрвин Зейнстра (Нидерланды) Резервный судья: Виктор Швецов (Ukraine) Судьи на линии: Пол ван Бокель (Нидерланды) Судьи на линии: Ричард Лисвелд (Нидерланды) |
| Хорватия: Плетикоса, Срна , Чорлука, Шильденфельд, Стринич, Модрич 53', Ракитич (Дуймович, 90+2), Перишич (Эдуардо да Силва, 89), Вукоевич, Елавич (Кранчар, 72, 84'), Манджукич |                                |           |                                                           | |

| 14 июня 2012 ЧЕ 2012, группа C | Италия                                | 1:1 (1:0) | Хорватия                         | Познань, Польша |
| | Пирло 39′ · Мотта 56' · Монтоливо 80' | [ 31 ]    | Манджукич 72′ · Шильденфельд 86' | Стадион: Городской стадион Зрителей: 37 096 Судья: Говард Уэбб (Англия) Помощники судьи: Питер Киркуп (Англия) Помощник судьи: Майкл Мьюлларки (Англия) Резервный судья: Павел Краловец (Чехия) Судьи на линии: Мартин Аткинсон (Англия) Судьи на линии: Марк Клаттенбург (Англия) |
| Хорватия: Плетикоса, Срна , Чорлука, Шильденфельд 86', Стринич, Модрич, Ракитич, Перишич (Праньич, 68), Вукоевич, Елавич (Эдуардо да Силва, 83), Манджукич (Кранчар, 90+4) |                                       |           |                                  | |

| 18 июня 2012 ЧЕ 2012, группа C | Хорватия                                                                            | 0:1 (0:0) | Испания   | Гданьск, Польша |
| | Чорлука 27' · Срна 44' · Стринич 53' · Манджукич 90' · Елавич 90+1' · Ракитич 90+3' | [ 32 ]    | Навас 88′ | Стадион: PGE Arena Зрителей: 38 371 Судья: Вольфганг Штарк (Германия) Помощники судьи: Ян-Хендрик Зальвер (Германия) Помощник судьи: Майк Пикель (Германия) Резервный судья: Ричард Лисвелд (Нидерланды) Судьи на линии: Флориан Майер (Германия) Судьи на линии: Дениз Айтекин (Германия) |
| Хорватия: Плетикоса, Срна 44', Чорлука 27', Шильденфельд, Вида (Елавич 90+1', 66), Стринич 53', Модрич, Праньич (Перишич, 65), Ракитич 90+3', Вукоевич (Эдуардо да Силва, 81), Манджукич 90' |                                                                                     |           |           | |

| 15 августа 2012 товарищеский матч | Хорватия         | 2:4 (1:2) | Швейцария                                      | Сплит, Хорватия |
| | Эдуардо 20′, 64′ | [ 33 ]    | Джака 11′ · Барнетта 37′ · Гавранович 51′, 81′ | Стадион: Полюд Зрителей: 10 000 Судья: Антонио Дамато (Италия) Помощники судьи: Массимилиано Грилли (Италия) Помощник судьи: Риккардо Ди Фьоре (Италия) |
| Хорватия: Плетикоса, Срна , Чорлука (Вида, 46), Малоча (Вукушич, 46), Кранчар (Перишич, 46), Праньич, Ракитич, Бадель (Вукоевич, 61), Олич, Эдуардо да Силва (Модрич, 70), Манджукич (Стринич, 46) |                  |           |                                                | |

| 7 сентября 2012 ОЧМ 2014, группа A | Хорватия                                                    | 1:0 (0:0) | Македония                             | Загреб, Хорватия |
| | Шимунич 40' · Кранчар 56' · Вукоевич 59' · Елавич 69′ 90+3' | [ 34 ]    | Демири 60' · Даниэль Георгиевский 89' | Стадион: Максимир Зрителей: 13 883 Судья: Алон Ефет (Израиль) Помощники судьи: Амихай Йехошуа Мозес (Израиль) Помощник судьи: Абед аль-Рамили (Израиль) Резервный судья: Менаше Масиах (Израиль) |
| Хорватия: Плетикоса, Стринич, Шимунич 40', Чорлука (Вида, 81), Ракитич (Кранчар, 46), Вукоевич 58', Модрич, Срна , Манджукич, Перишич, Эдуардо да Силва (Елавич 90+3', 63) |                                                             |           |                                       | |

| 11 сентября 2012 ОЧМ 2014, группа A | Бельгия                       | 1:1 (1:1) | Хорватия                                 | Брюссель, Бельгия |
| | Жилле 45+1′ 67' · Дембеле 65' | [ 35 ]    | Перишич 6′ · Срна 10' · Шильденфельд 48' | Стадион: Стадион короля Бодуэна Зрителей: 39 987 Судья: Альберто Ундиано Мальенко (Испания) Помощники судьи: Роберто Диас (Испания) Помощник судьи: Рауль Кабаньеро (Испания) Резервный судья: Карлос Клос Гомес (Испания) |
| Хорватия: Плетикоса, Стринич, Шимунич, Радошевич (Вукоевич, 78), Елавич (Олич, 59), Модрич, Срна 10', Шильденфельд 49', Манджукич (Калинич, 88), Перишич, Вида |                               |           |                                          | |

| 12 октября 2012 ОЧМ 2014, группа A | Македония                            | 1:2 (1:1) | Хорватия                                                  | Скопье, Македония |
| | Ристич 8' · Ибраими 16′ · Пандев 90' | [ 36 ]    | Чорлука 33′ 64' · Ракитич 60′ · Вукоевич 69' · Модрич 74' | Стадион: Национальная арена Тоше Проески Зрителей: 25 230 Судья: Петер Расмуссен (Дания) Помощники судьи: Хенрик Сёндербю (Дания) Помощник судьи: Ларс Рикс (Дания) Резервный судья: Михаэль Йохансен (Дания) |
| Хорватия: Плетикоса, Стринич, Шимунич, Чорлука 63', Ракитич, Вукоевич 70', Елавич (Саммир, 64), Модрич 74' (Бадель, 84), Срна , Манджукич (Калинич, 72), Перишич |                                      |           |                                                           | |

| 16 октября 2012 ОЧМ 2014, группа A | Хорватия                                               | 2:0 (1:0) | Уэльс      | Осиек, Хорватия |
| | Ловрен 21' · Манджукич 27′ · Эдуардо 57′ · Стринич 81' | [ 37 ]    | Гантер 51' | Стадион: Градски врт Зрителей: 17 500 Судья: Александру Тудор (Румыния) Помощники судьи: Кристиан Ника (Румыния) Помощник судьи: Аурел Оница (Румыния) Резервный судья: Раду Петреску (Румыния) |
| Хорватия: Плетикоса, Стринич 81', Шимунич, Ловрен 25' (Шильденфельд, 46), Ракитич, Модрич, Срна , Бадель, Манджукич, Перишич (Вида, 85), Эдуардо да Силва (Кранчар, 77) |                                                        |           |            | |

### 2013
| 6 февраля 2013 товарищеский матч | Корея | 0:4 (0:2) | Хорватия                                           | Лондон, Англия |
| |       | [ 38 ]    | Манджукич 33′ · Срна 41′ · Елавич 57′ · Петрич 85′ | Стадион: Крейвен Коттедж Зрителей: 1 500 Судья: Майкл Оливер (Англия) Помощники судьи: Симон Лонг (Англия) Помощник судьи: Даррен Ингланд (Англия) |
| Хорватия: Плетикоса, Шимунич, Срна , Чорлука, Стринич (Ловрен, 46), Кранчар (Саммир, 58), Модрич (Адеми, 71), Ракитич, Вукоевич (Андрияшевич, 66), Олич (Петрич, 46), Манджукич (Елавич, 46) |       |           |                                                    | |

| 22 марта 2013 ОЧМ 2014, группа A | Хорватия                 | 2:0 (2:0) | Сербия                                     | Загреб, Хорватия |
| | Манджукич 23′ · Олич 37′ | [ 39 ]    | Коларов 36' · Суботич 85' · Петрович 90+1' | Стадион: Максимир Зрителей: 35 722 Судья: Джюнейт Чакыр (Турция) Помощники судьи: Бахаттин Дуран (Турция) Помощник судьи: Тарык Онгун (Турция) Резервный судья: Барыш Шимшек (Турция) |
| Хорватия: Плетикоса, Стринич (Ловрен, 82), Шимунич, Ковачич, Чорлука, Ракитич, Модрич, Срна , Манджукич, Олич (Вукоевич, 83), Кранчар (Вида, 63) |                          |           |                                            | |

| 26 марта 2013 ОЧМ 2014, группа A | Уэльс                             | 1:2 (1:0) | Хорватия                                                             | Суонси, Уэльс |
| | Бейл 21′ (пен.) · Робсон-Кану 41' | [ 40 ]    | Чорлука 6' · Ловрен 20' 77′ · Модрич 66' · Ковачич 70' · Эдуардо 87′ | Стадион: Либерти Зрителей: 12 534 Судья: Лука Банти (Италия) Помощники судьи: Риккардо Ди Фьоре (Италия) Помощник судьи: Никола Николетти (Италия) Резервный судья: Мауро Бергонци (Италия) |
| Хорватия: Плетикоса, Стринич (Олич, 73), Чорлука, Ловрен 21', Ракитич, Модрич 66', Срна , Саммир (Ковачич 61', 61), Бадель (Шильденфельд, 46), Манджукич, Эдуардо да Силва |                                   |           |                                                                      | |

| 7 июня 2013 ОЧМ 2014, группа A | Хорватия    | 0:1 (0:1) | Шотландия                                                       | Загреб, Хорватия |
| | Ракитич 77' | [ 41 ]    | Снодграсс 26′ · Макгрегор 45+3' · Макартур 78' · Уиттакер 90+2' | Стадион: Максимир Зрителей: 25 016 Судья: Давид Фернандес Борбалан (Испания) Помощники судьи: Хесус Кальво (Испания) Помощник судьи: Рауль Кабаньеро (Испания) Резервный судья: Карлос Клос Гомес (Испания) |
| Хорватия: Плетикоса, Стринич (Калинич, 70), Шимунич, Шильденфельд, Перишич (Эдуардо да Силва, 56), Ковачич, Ракитич 77', Срна , Саммир, Манджукич (Кранчар, 88), Олич |             |           |                                                                 | |

| 10 июня 2013 товарищеский матч | Хорватия     | 0:1 (0:1) | Португалия  | Женева, Швейцария |
| | Вукоевич 61' | [ 42 ]    | Роналду 36′ | Стадион: Стад де Женев Зрителей: 13 000 Судья: Штефан Штудер (Швейцария) Помощники судьи: Жан-Ив Вихт (Швейцария) Помощник судьи: Сладан Йосипович (Швейцария) |
| Хорватия: Субашич, Срна , Чорлука 55' (Бубнич, 87), Стринич (Халилович, 50), Модрич, Иличевич (Перишич, 73), Ракитич (Адеми, 59), Вукоевич 61' (Ковачич, 66), Олич (Калинич, 67), Милич, Вида |              |           |             | |

| 14 августа 2013 товарищеский матч | Лихтенштейн                  | 2:3 (1:1) | Хорватия                     | Вадуц, Лихтенштейн |
| | Кристен 31′ · Польверино 77′ | [ 43 ]    | Эдуардо 21′, 86′ · Ребич 67′ | Стадион: Райнпарк Зрителей: 2 800 Судья: Саша Амхоф (Швейцария) Помощники судьи: Сладан Йосипович (Швейцария) Помощник судьи: Шарль Хельблинг (Швейцария) |
| Хорватия: Плетикоса, Срна , Чорлука (Ловрен, 85), Вида, Модрич (Халилович, 66), Ракитич, Милич (Пиварич, 46), Бадель (Вукоевич, 46), Олич (Ребич, 63), Эдуардо да Силва, Манджукич (Елавич, 46) |                              |           |                              | |

| 6 сентября 2013 ОЧМ 2014, группа A | Сербия                                                   | 1:1 (0:0) | Хорватия                                                            | Белград, Сербия |
| | Митрович 32' 66′ · Тошич 38' · Фейса 45' · Матич 68' 75' | [ 44 ]    | Эдуардо 42' · Манджукич 53′ · Вукоевич 64' · Шимунич 81' · Срна 86' | Стадион: Райко Митич Зрителей: 30 000 Судья: Феликс Брых (Германия) Помощники судьи: Марк Борш (Германия) Помощник судьи: Штефан Лупп (Германия) Резервный судья: Флориан Майер (Германия) |
| Хорватия: Плетикоса, Шимунич 80', Чорлука, Ловрен, Ракитич (Елавич, 76), Вукоевич 64', Модрич, Срна 86', Манджукич, Олич (Перишич, 57), Эдуардо да Силва 41' (Ковачич, 63) |                                                          |           |                                                                     | |

| 10 сентября 2013 товарищеский матч | Корея           | 1:2 (0:0) | Хорватия                                             | Сеул, Республика Корея |
| | Ли Гын Хо 90+4′ | [ 45 ]    | Вида 63′ 88' · Калинич 69′ · Перишич 74' · Бенко 81' | Стадион: Сеул уорлд кап стадиум Зрителей: 40 723 Судья: Минору Тодзё (Япония) Помощники судьи: Аканэ Яги (Япония) Помощник судьи: Синдзи Оти (Япония) |
| Хорватия: Крешич (Antonio Ježina, 90+4), Срна 88', Вида, Ловрен, Бубнич, Ракитич, Перишич 74' (Томасов, 81), Милич (Пиварич, 46), Адеми, Эдуардо да Силва (Бенко 81', 58), Калинич (Халилович, 72) |                 |           |                                                      | |

| 11 октября 2013 ОЧМ 2014, группа A | Хорватия                                                                | 1:2 (0:2) | Бельгия                        | Загреб, Хорватия |
| | Манджукич 32' · Врсалько 41' · Чорлука 45+1' · Кранчар 84′ · Модрич 87' | [ 46 ]    | Лукаку 16′, 38′ · Феллайни 61' | Стадион: Максимир Зрителей: 13 000 Судья: Говард Уэбб (Англия) Помощники судьи: Майкл Мьюлларки (Англия) Помощник судьи: Даррен Канн (Англия) Резервный судья: Майк Дин (Англия) |
| Хорватия: Плетикоса, Ловрен, Вида, Перишич (Калинич, 46), Ракитич (Кранчар, 76), Стринич, Модрич 87', Манджукич 32', Ковачич (Вукоевич, 65), Врсалько 40', Чорлука 45+1' |                                                                         |           |                                | |

| 15 октября 2013 ОЧМ 2014, группа A | Шотландия                                  | 2:0 (1:0) | Хорватия     | Глазго, Шотландия |
| | Снодграсс 28′ · Моррисон 55' · Нейсмит 73′ | [ 47 ]    | Вукоевич 46' | Стадион: Хэмпден Парк Зрителей: 30 172 Судья: Овидиу Хацеган (Румыния) Помощники судьи: Кристиан Ника (Румыния) Помощник судьи: Октавиан Шовре (Румыния) Резервный судья: Константин Колцеску (Румыния) |
| Хорватия: Плетикоса, Стринич, Чорлука, Ловрен, Вукоевич 46', Модрич, Срна , Манджукич (Елавич, 80), Вида, Калинич (Эдуардо да Силва, 59), Кранчар (Перишич, 68) |                                            |           |              | |

| 15 ноября 2013 ОЧМ 2014, плей-офф | Исландия        | 0:0 (0:0) | Хорватия | Рейкьявик, Исландия |
| | О. Скуласон 50' | [ 48 ]    |          | Стадион: Лаугардалсвёллур Зрителей: 9 767 Судья: Альберто Ундиано Мальенко (Испания) Помощники судьи: Роберто Диас (Испания) Помощник судьи: Рауль Кабаньеро (Испания) Резервный судья: Карлос Клос Гомес (Испания) |
| Хорватия: Плетикоса, Шимунич, Срна , Чорлука, Модрич, Иличевич (Олич, 46), Праньич, Ракитич, Перишич, Эдуардо да Силва (Ребич, 72), Манджукич (Бенко, 87) |                 |           |          | |

| 19 ноября 2013 ОЧМ 2014, плей-офф | Хорватия                                             | 2:0 (1:0) (2:0 по сумме двух матчей) | Исландия                              | Загреб, Хорватия |
| | Олич 7' · Манджукич 27′ 38' · Срна 47′ · Шимунич 51' | [ 49 ]                               | Р. Сигурдссон 44' · Хадльвредссон 85' | Стадион: Максимир Зрителей: 22 612 Судья: Бьорн Кёйперс (Нидерланды) Помощники судьи: Сандер ван Рукел (Нидерланды) Помощник судьи: Эрвин Зейнстра (Нидерланды) Резервный судья: Пол ван Бокель (Нидерланды) |
| Хорватия: Плетикоса, Шимунич 51', Срна , Чорлука, Модрич (Ловрен, 90), Праньич, Ракитич, Перишич, Ковачич (Ребич, 75), Олич 7' (Елавич, 81), Манджукич 38' |                                                      |                                      |                                       | |

### 2014
| 5 марта 2014 товарищеский матч | Швейцария                        | 2:2 (2:1) | Хорватия                     | Санкт-Галлен, Швейцария |
| | Дрмич 34′, 41′ · Лихтштайнер 43' | [ 50 ]    | Олич 39′, 54′ 86' · Срна 79' | Стадион: АФГ Арена Зрителей: 17 200 Судья: Угу Мигел (Португалия) Помощники судьи: Рикарду Сантуш (Португалия) Помощник судьи: Паулу Соареш (Португалия) |
| Хорватия: Субашич, Срна 79', Чорлука, Ловрен (Шильденфельд, 57), Праньич, Ракитич (Вукоевич, 88), Перишич (Милич, 75), Малеш (Модрич, 56), Ковачич (Эдуардо да Силва, 56), Олич 86', Елавич (Манджукич, 46) |                                  |           |                              | |

| 31 мая 2014 товарищеский матч | Хорватия         | 2:1 (1:0) | Мали       | Осиек, Хорватия |
| | Перишич 15′, 64′ | [ 51 ]    | Траоре 79′ | Стадион: Градски врт Зрителей: 15 212 Судья: Иштван Вад (Венгрия) Помощники судьи: Оскар Лемон (Венгрия) Помощник судьи: Роберт Кишпаль (Венгрия) |
| Хорватия: Плетикоса, Срна , Чорлука, Шильденфельд, Вида (Врсалько, 60), Перишич (Ребич, 67), Саммир (Ковачич, 60), Вукоевич, Олич (Эдуардо да Силва, 73), Манджукич (Елавич, 60), Ракитич (Модрич, 73) |                  |           |            | |

| 7 июня 2014 товарищеский матч | Хорватия                                         | 1:0 (0:0) | Австралия | Салвадор, Бразилия |
| | Вида 44' · Елавич 58′ · Манджукич 64' · Срна 84' | [ 52 ]    |           | Стадион: Питуасу Зрителей: 15 212 Судья: Франсиско Карлос до Насименто (Бразилия) Помощники судьи: Алессандро Матос (Бразилия) Помощник судьи: Клеристон Клай (Бразилия) |
| Хорватия: Плетикоса, Срна 84', Вида 44', Ловрен, Модрич (Ракитич, 59), Праньич (Врсалько, 25), Перишич (Ребич, 67), Брозович, Ковачич (Саммир, 59), Эдуардо да Силва (Олич, 77), Елавич (Манджукич, 59, 64') |                                                  |           |           | |

| 12 июня 2014 ЧМ 2014, группа A | Бразилия                                               | 3:1 (1:1) | Хорватия                                      | Сан-Паулу, Бразилия |
| | Неймар 27' 29′, 71′ (пен.) · Густаво 88' · Оскар 90+1′ | [ 53 ]    | Марсело 11′ (авт.) · Чорлука 66' · Ловрен 69' | Стадион: Арена Коринтианс Зрителей: 62 103 Судья: Юити Нисимура (Япония) Помощники судьи: Тору Сагара (Япония) Помощник судьи: Тосиюки Наги (Япония) Резервный судья: Алиреза Фагани (Иран) Игрок матча: Неймар |
| Хорватия: Плетикоса, Срна , Чорлука 65', Ловрен 69', Врсалько, Модрич, Ракитич, Перишич, Ковачич (Брозович, 61), Олич, Елавич (Ребич, 78) |                                                        |           |                                               | |

| 18 июня 2014 ЧМ 2014, группа A | Камерун  | 0:4 (0:1) | Хорватия                                                  | Манаус, Бразилия |
| | Сонг 40' | [ 54 ]    | Олич 11′ · Перишич 48′ · Манджукич 61′, 73′ · Эдуардо 89' | Стадион: Арена да Амазония Зрителей: 39 982 Судья: Педру Проэнса (Португалия) Помощники судьи: Тьягу Тригу (Португалия) Помощник судьи: Бертину Миранда (Португалия) Резервный судья: Вальтер Лопес Кастельянос (Гватемала) Игрок матча: Марио Манджукич |
| Хорватия: Плетикоса, Срна , Чорлука, Ловрен, Модрич, Праньич, Ракитич, Перишич (Ребич, 78), Саммир (Ковачич, 72), Олич (Эдуардо да Силва 89', 69), Манджукич |          |           |                                                           | |

| 23 июня 2014 ЧМ 2014, группа A | Хорватия                             | 1:3 (0:0) | Мексика                                                   | Ресифи, Бразилия |
| | Ракитич 9' · Перишич 87′ · Ребич 89' | [ 55 ]    | Маркес 39' 72′ · Васкес 66' · Гуардадо 75′ · Эрнандес 82′ | Стадион: Арена Пернамбуку Зрителей: 41 212 Судья: Равшан Ирматов (Uzbekistan) Помощники судьи: Абдухамидулло Расулов (Uzbekistan) Помощник судьи: Бахадыр Кочкаров (Kyrgyzstan) Резервный судья: Сиди Алиум (Cameroon) Игрок матча: Рафаэль Маркес |
| Хорватия: Плетикоса, Срна , Чорлука, Ловрен, Врсалько (Ковачич, 58), Модрич, Праньич (Елавич, 74), Перишич, Олич (Ребич 89', 69), Манджукич, Ракитич 9' |                                      |           |                                                           | |

| 4 сентября 2014 товарищеский матч | Хорватия                         | 2:0 (1:0) | Кипр | Пула, Хорватия |
| | Манджукич 17′, 58′ · Пашалич 62' | [ 56 ]    |      | Стадион: Альдо Дросина Зрителей: 5 000 Судья: Марко Гвида (Италия) Помощники судьи: Маттео Пассери (Италия) Помощник судьи: Алессандро Джаллатини (Италия) |
| Хорватия: Субашич, Срна (Едвай, 77), Чорлука (Вида, 69), Стринич, Ловрен, Модрич (Чоп, 60), Брозович, Ковачич (Пьяца, 78), Халилович (Олич, 69), Манджукич (Пашалич 62', 61), Крамарич |                                  |           |      | |

| 9 сентября 2014 ОЧЕ 2016, группа H | Хорватия                                  | 2:0 (0:0) | Мальта               | Загреб, Хорватия |
| | Манджукич 31' · Модрич 46′ · Крамарич 81′ | [ 57 ]    | Борг 31' · Фенек 59' | Стадион: Максимир Зрителей: 8 333 Судья: Владислав Безбородов (Россия) Помощники судьи: Николай Голубев (Россия) Помощник судьи: Максим Гаврилин (Россия) Резервный судья: Валерий Данченко (Россия) Судьи на линии: Сергей Иванов (Россия) Судьи на линии: Михаил Вилков (Россия) |
| Хорватия: Субашич, Срна , Чорлука, Ловрен, Модрич, Ракитич, Милич, Брозович, Ковачич (Елавич, 46), Халилович (Крамарич, 67), Манджукич 31' (Олич, 79) |                                           |           |                      | |

| 10 октября 2014 ОЧЕ 2016, группа H                                                                                              | Болгария  | 0:1 (0:1) | Хорватия                                                | София, Болгария |
| | Занев 15' | [ 58 ]    | Брозович 23' · Бодуров 36′ (авт.) · Вида 51' · Олич 84' | Стадион: Васил Левски Зрителей: 29 733 Судья: Антонио Матеу Лаос (Испания) Помощники судьи: Пау Себриан Девис (Испания) Помощник судьи: Жон Нуньес Фернандес (Испания) Резервный судья: Роберто дель Паломар (Испания) Судьи на линии: Хесус Хиль Мансано (Испания) Судьи на линии: Хуан Мартинес Мунуэра (Испания) |
| Хорватия: Субашич, Срна , Чорлука, Вида 52', Модрич, Праньич, Ракитич (Ковачич, 80), Перишич, Брозович 23', Олич 84', Манджукич |           |           |                                                         | |

| 13 октября 2014 ОЧЕ 2016, группа H | Хорватия                                                                                  | 6:0 (4:0) | Азербайджан                                       | Осиек, Хорватия |
| | Крамарич 11′ · Перишич 34′, 45′ · Брозович 45+1′ · Модрич 57′ (пен.) · Садыхов 61′ (авт.) | [ 59 ]    | Рамалданов 16' · Рамазанов 36' · Аллахвердиев 55' | Стадион: Градски врт Зрителей: 16 021 Судья: Штефан Штудер (Швейцария) Помощники судьи: Жан-Ив Вихт (Швейцария) Помощник судьи: Сандро Поцци (Швейцария) Резервный судья: Витал Джобин (Швейцария) Судьи на линии: Ален Бьери (Швейцария) Судьи на линии: Саша Амхоф (Швейцария) |
| Хорватия: Субашич, Срна , Чорлука, Вида, Модрич (Халилович, 60), Праньич, Ракитич, Брозович, Ковачич (Перишич, 24), Манджукич, Крамарич (Олич, 76) |                                                                                           |           |                                                   | |

| 12 ноября 2014 товарищеский матч | Аргентина                     | 2:1 (0:1) | Хорватия    | Лондон, Англия |
| | Агуэро 49′ · Месси 57′ (пен.) | [ 60 ]    | Шарбини 11′ | Стадион: Болейн Граунд Зрителей: 14 000 Судья: Андре Марринер (Англия) Помощники судьи: Питер Киркуп (Англия) Помощник судьи: Гари Бесуик (Англия) |
| Хорватия: Калинич (Варгич, 89), Леовац, Врсалько , Лешкович (Митрович, 84), Едвай, Шарбини (Яяло, 65), Милич (Томечак, 71), Антолич, Бадель, Ковачич (Халилович, 46), Чоп (Рог, 84) |                               |           |             | |

| 16 ноября 2014 ОЧЕ 2016, группа H | Италия                      | 1:1 (1:1) | Хорватия                      | Милан, Италия |
| | Кандрева 11′ · Иммобиле 46' | [ 61 ]    | Перишич 15′ 65' · Ковачич 37' | Стадион: Джузеппе Меацца Зрителей: 16 021 Судья: Бьорн Кёйперс (Нидерланды) Помощники судьи: Сандер ван Рукел (Нидерланды) Помощник судьи: Эрвин Зейнстра (Нидерланды) Резервный судья: Марио Дикс (Нидерланды) Судьи на линии: Пол ван Бокель (Нидерланды) Судьи на линии: Ричард Лисвелд (Нидерланды) |
| Хорватия: Субашич, Срна , Чорлука, Перишич 65', Вида, Модрич (Ковачич 37', 28), Праньич, Ракитич, Брозович (Бадель, 83), Олич (Крамарич, 69), Манджукич |                             |           |                               | |

### 2015
| 28 марта 2015 ОЧЕ 2016, группа H | Хорватия                                                                                   | 5:1 (1:0) | Норвегия                                                                            | Загреб, Хорватия |
| | Брозович 30′ · Перишич 53′ · Олич 65′ · Чорлука 68' 74' · Шильденфельд 87′ · Праньич 90+4′ | [ 62 ]    | Линнес 31' · Эльюнусси 35' · Нортвейт 35' · Ниланд 66' · Тетти 80′ · Самуэльсен 81' | Стадион: Максимир Зрителей: 23 219 Судья: Карлос Веласко Карбальо (Испания) Помощники судьи: Хуан Карлос Юсте Хименес (Испания) Помощник судьи: Роберто Алонсо (Испания) Резервный судья: Пау Себриан Девис (Испания) Судьи на линии: Карлос дель Серро Гранде (Испания) Судьи на линии: Фернандо Тейшейра (Испания) |
| Хорватия: Субашич, Срна , Чорлука 68' 74', Вида, Модрич, Праньич, Ракитич (Шильденфельд, 76), Перишич, Брозович, Олич (Крамарич, 69), Манджукич (Бадель, 88) |                                                                                            |           |                                                                                     | |

| 7 июня 2015 товарищеский матч | Хорватия                                                                   | 4:0 (2:0) | Гибралтар | Вараждин, Хорватия |
| | Шарбини 7′ · Ковачич 15′ · Едвай 31' · Манджукич 53′ (пен.) · Крамарич 79′ | [ 63 ]    | Босио 53' | Стадион: Стадион Вартекса Зрителей: 7 737 Судья: Матей Юг (Словения) Помощники судьи: Андраж Ковачич (Словения) Помощник судьи: Мануэль Видали (Словения) |
| Хорватия: Субашич, Лешкович, Врсалько, Шарбини (Ребич, 46), Пьяца (Калинич, 57), Брозович (Пашалич, 67), Едвай 31', Манджукич (Перишич, 57), Бадель (Яяло, 67), Ковачич (Крамарич, 46), Леовац |                                                                            |           |           | |

| 12 июня 2015 ОЧЕ 2016, группа H | Хорватия                                                              | 1:1 (1:1) | Италия                                                       | Сплит, Хорватия |
| | Манджукич 11′ 35' · Олич 43' · Срна 54' 90' · Ребич 82' · Ковачич 87' | [ 64 ]    | Буффон 11' · Кандрева 36′ (пен.) · Пароло 53' · Маркизио 71' | Стадион: Полюд Зрителей: 0 Судья: Мартин Аткинсон (Англия) Помощники судьи: Майкл Мьюлларки (Англия) Помощник судьи: Стивен Чайлд (Англия) Резервный судья: Саймон Бек (Англия) Судьи на линии: Энтони Тейлор (Англия) Судьи на линии: Кевин Френд (Англия) |
| Хорватия: Субашич, Срна 54' 90', Шильденфельд, Вида, Праньич (Врсалько, 73), Ракитич, Перишич, Брозович, Ковачич 87' (Леовац, 90+2), Олич 43' (Ребич 82', 46), Манджукич 35' |                                                                       |           |                                                              | |

| 3 сентября 2015 ОЧЕ 2016, группа H | Азербайджан                             | 0:0 (0:0) | Хорватия                               | Баку, Азербайджан |
| | Курбанов 79' · Агаев 82' · Гараев 90+3' | [ 65 ]    | Вида 44' · Ракитич 77' · Ковачич 90+1' | Стадион: Баксель Арена Зрителей: 10 000 Судья: Рюдди Бюке (Франция) Помощники судьи: Гийом Дебар (Франция) Помощник судьи: Сирил Гренгор (Франция) Резервный судья: Филипп Жанна (Франция) Судьи на линии: Фреди Фотрель (Франция) Судьи на линии: Амори Делерю (Франция) |
| Хорватия: Субашич, Чорлука, Вида 44', Врсалько, Праньич, Модрич (Брозович, 71), Ракитич 77', Перишич (Калинич, 83), Бадель (Ковачич 90+1', 59), Манджукич, Пьяца |                                         |           |                                        | |

| 6 сентября 2015 ОЧЕ 2016, группа H | Норвегия                                                                 | 2:0 (0:0) | Хорватия                               | Осло, Норвегия |
| | Форрен 38' · Бергет 51′ · Сёдерлунн 59' · Чорлука 69′ (авт.) · Хёгли 75' | [ 66 ]    | Врсалько 36' · Брозович 50' · Олич 72' | Стадион: Уллевол Зрителей: 26 751 Судья: Виктор Кашшаи (Венгрия) Помощники судьи: Венцель Тот (Венгрия) Помощник судьи: Дьёрдь Ринг (Венгрия) Резервный судья: Жолт Варга (Венгрия) Судьи на линии: Тамаш Богнар (Венгрия) Судьи на линии: Адам Фаркаш (Венгрия) |
| Хорватия: Субашич, Врсалько 36', Перишич, Чорлука, Ракитич (Калинич, 72), Пьяца (Олич 71', 64), Модрич, Срна , Брозович 50', Манджукич, Вида |                                                                          |           |                                        | |

| 10 октября 2015 ОЧЕ 2016, группа H | Хорватия                                                | 3:0 (2:0) | Болгария | Загреб, Хорватия |
| | Перишич 2′ 87' · Ракитич 42′ · Н. Калинич 81′ · Чоп 89' | [ 67 ]    |          | Стадион: Максимир Зрителей: 0 Судья: Артур Соареш Диаш (Португалия) Помощники судьи: Руй Тавариш (Португалия) Помощник судьи: Алвару Мешкита (Португалия) Резервный судья: Нуну Перейра (Португалия) Судьи на линии: Угу Мигел (Португалия) Судьи на линии: Косме Машаду (Португалия) |
| Хорватия: Субашич, Срна , Чорлука, Вида, Пиварич, Модрич (Бадель, 46), Ракитич, Перишич 86', Ковачич, Калинич (Крамарич, 86), Пьяца (Чоп, 60, 89') |                                                         |           |          | |

| 13 октября 2015 ОЧЕ 2016, группа H | Мальта     | 0:1 (0:1) | Хорватия                       | Аттард, Мальта |
| | Файлла 69' | [ 68 ]    | Перишич 25′ 90+2' · Бадель 39' | Стадион: Национальный стадион Зрителей: 5 825 Судья: Марк Клаттенбург (Англия) Помощники судьи: Стивен Чайлд (Англия) Помощник судьи: Майкл Солсбери (Англия) Резервный судья: Майкл Мьюлларки (Англия) Судьи на линии: Крейг Поусон (Англия) Судьи на линии: Ли Мейсон (Англия) |
| Хорватия: Субашич, Срна , Чорлука, Вида, Пиварич, Ракитич (Брозович, 78), Перишич 90+2', Бадель 38', Ковачич, Калинич (Крамарич, 60), Пьяца (Олич, 83) |            |           |                                | |

| 17 ноября 2015 товарищеский матч | Россия     | 1:3 (1:0) | Хорватия                                                               | Ростов-на-Дону, Россия |
| | Смолов 15′ | [ 69 ]    | Перишич 29' · Вида 37' · Н. Калинич 57′ · Брозович 60′ · Манджукич 82′ | Стадион: Олимп-2 Зрителей: 15 800 Судья: Клеман Тюрпен (Франция) Помощники судьи: Фредерик Кано (Франция) Помощник судьи: Николя Дано (Франция) |
| Хорватия: Калинич (Варгич, 90+1), Срна (Врсалько, 46), Вида 37', Пиварич, Лешкович, Перишич 29', Бадель, Брозович, Мочинич, Манджукич (Крамарич, 87), Калинич (Милович, 75) |            |           |                                                                        | |

### 2016
| 23 марта 2016 товарищеский матч | Хорватия                  | 2:0 (2:0) | Израиль                               | Осиек, Хорватия |
| | Перишич 4′ · Брозович 34′ | [ 70 ]    | Гершон 40' · Рои Кехат 60' · Коэн 61' | Стадион: Градски врт Зрителей: 10 545 Судья: Иштван Вад (Венгрия) Помощники судьи: Аттила Эрёш (Венгрия) Помощник судьи: Петер Береттьян (Венгрия) |
| Хорватия: Субашич (Калинич, 46), Срна (Врсалько, 44), Чорлука (Шильденфельд, 46), Вида, Ловрен, Модрич (Антолич, 68), Перишич, Брозович, Бадель (Халилович, 52), Манджукич, Калинич (Ковачич, 57) |                           |           |                                       | |

| 26 марта 2016 товарищеский матч | Венгрия                              | 1:1 (0:1) | Хорватия                                               | Будапешт, Венгрия |
| | Джуджак 79′ · Салаи 80' · Корхут 89' | [ 71 ]    | Манджукич 29′ · Чорлука 45+2' · Вида 49' · Перишич 63' | Стадион: Групама Арена Зрителей: 20,300 Судья: Радек Пржигода (Чехия) Помощники судьи: Радек Котик (Чехия) Помощник судьи: Иво Надворник (Чехия) |
| Хорватия: Калинич, Чорлука 45+2', Шильденфельд, Вида 49', Врсалько, Модрич , Перишич 63', Антолич, Брозович, Ковачич (Срна, 76), Манджукич |                                      |           |                                                        | |

| 27 мая 2016 товарищеский матч | Хорватия                   | 1:0 (1:0) | Молдова                       | Копривница, Хорватия |
| | Крамарич 9′ · Врсалько 65' | [ 72 ]    | Кожокар 65' · Головатенко 67' | Стадион: Городской стадион Зрителей: 3 974 Судья: Огнен Вальич (Босния и Герцеговина) Помощники судьи: Сенад Ибришимбегович (Босния и Герцеговина) Помощник судьи: Давор Бельо (Босния и Герцеговина) |
| Хорватия: Субашич, Врсалько 65', Стринич, Перишич (Чоп, 46), Чорлука , Крамарич (Рог, 46), Калинич, Бадель (Антолич, 46), Вида (Шильденфельд, 46), Пьяца (Халилович, 46), Брозович (Чорич, 46) |                            |           |                               | |

| 4 июня 2016 товарищеский матч | Хорватия                                                                                              | 10:0 (6:0) | Сан-Марино                   | Риека, Хорватия |
| | Пьяца 20′ · Манджукич 23′, 36′, 38′ · Срна 24′ · Перишич 40′ · Ракитич 50′ · Н. Калинич 59′, 73′, 84′ | [ 73 ]     | Берретти 47' · Гасперони 49' | Стадион: Руевица Зрителей: 3 603 Судья: Митя Жганец (Словения) Помощники судьи: Андраж Ковачич (Словения) Помощник судьи: Томаж Кланчник (Словения) |
| Хорватия: Субашич, Срна (Врсалько, 56), Шильденфельд, Вида, Стринич, Модрич (Ковачич, 46), Ракитич (Крамарич, 55), Перишич, Бадель (Рог, 76), Манджукич (Калинич, 56), Пьяца (Чорич, 75) | |            |                              | |

| 12 июня 2016 ЧЕ 2016, группа D | Турция                            | 0:1 (0:1) | Хорватия                 | Париж, Франция |
| | Тосун 31' · Балта 48' · Шен 90+1' | [ 74 ]    | Модрич 41′ · Стринич 80' | Стадион: Парк де Пренс Зрителей: 43 842 Судья: Юнас Эрикссон (Швеция) Помощники судьи: Матиас Класениус (Швеция) Помощник судьи: Даниэль Вернмарк (Швеция) Резервный судья: Уильям Коллам (Шотландия) Судьи на линии: Стефан Юханнессон (Швеция) Судьи на линии: Маркус Стрёмбергссон (Швеция) |
| Хорватия: Субашич, Стринич 80', Перишич (Крамарич, 87), Чорлука, Ракитич (Шильденфельд, 89), Срна , Модрич, Брозович, Манджукич (Пьяца, 90+3), Бадель, Вида |                                   |           |                          | |

| 17 июня 2016 ЧЕ 2016, группа D | Чехия                                    | 2:2 (0:1) | Хорватия                                                         | Сент-Этьен, Франция |
| | Сивок 72' · Шкода 76′ · Нецид 89′ (пен.) | [ 75 ]    | Бадель 14' · Перишич 37′ · Ракитич 59′ · Брозович 74' · Вида 88' | Стадион: Жоффруа Гишар Зрителей: 38 376 Судья: Марк Клаттенбург (Англия) Помощники судьи: Джейк Коллин (Англия) Помощник судьи: Саймон Бек (Англия) Резервный судья: Анастасиос Сидиропулос (Греция) Судьи на линии: Энтони Тейлор (Англия) Судьи на линии: Андре Марринер (Англия) |
| Хорватия: Субашич, Срна , Чорлука, Вида 90+3', Стринич (Врсалько, 90+8), Модрич (Ковачич, 62), Ракитич (Шильденфельд, 90+7), Брозович 74', Перишич, Бадель 14', Манджукич |                                          |           |                                                                  | |

| 21 июня 2016 ЧЕ 2016, группа D | Хорватия                                                             | 2:1 (1:1) | Испания   | Бордо, Франция |
| | Рог 29' · Н. Калинич 45′ · Срна 70' · Врсалько 70' · Перишич 87′ 88' | [ 76 ]    | Мората 7′ | Стадион: Матмют Атлантик Зрителей: 37 245 Судья: Бьорн Кёйперс (Нидерланды) Помощники судьи: Сандер ван Рукел (Нидерланды) Помощник судьи: Эрвин Зейнстра (Нидерланды) Резервный судья: Виктор Кашшаи (Венгрия) Судьи на линии: Пол ван Бокель (Нидерланды) Судьи на линии: Ричард Лисвелд (Нидерланды) |
| Хорватия: Субашич, Срна 70', Чорлука, Врсалько 70', Едвай, Ракитич, Бадель, Рог 29' (Ковачич, 82), Перишич 88' (Крамарич, 90+4), Калинич, Пьяца (Чоп, 90+2) |                                                                      |           |           | |

| 25 июня 2016 ЧЕ 2016, 1/8 финала | Хорватия | 0:1 (0:0, 0:0) (доп. вр.) | Португалия                   | Ланс, Франция |
| |          | [ 77 ]                    | Карвалью 78' · Куарежма 117′ | Стадион: Боллар-Делелис Зрителей: 33 523 Судья: Карлос Веласко Карбальо (Испания) Помощники судьи: Роберто Алонсо (Испания) Помощник судьи: Хуан Карлос Юсте Хименес (Испания) Резервный судья: Виктор Кашшаи (Венгрия) Судьи на линии: Хесус Хиль Мансано (Испания) Судьи на линии: Карлос дель Серро Гранде (Испания) |
| Хорватия: Субашич, Срна , Чорлука (Крамарич, 120), Вида, Стринич, Модрич, Ракитич (Пьяца, 110), Бадель, Брозович, Перишич, Манджукич (Калинич, 88) |          |                           |                              | |

| 5 сентября 2016 ОЧМ 2018, группа I | Хорватия           | 1:1 (1:1) | Турция                                       | Загреб, Хорватия |
| | Ракитич 44′ (пен.) | [ 78 ]    | Чалханоглу 45+2′ · Туфан 90+1' · Шахан 90+3' | Стадион: Максимир Зрителей: 0 Судья: Шимон Марциняк (Польша) Помощники судьи: Томаш Листкевич (Польша) Помощник судьи: Павел Сокольницкий (Польша) Резервный судья: Павел Рачковский (Польша) |
| Хорватия: Калинич, Чорлука, Вида, Стринич, Врсалько, Модрич , Ракитич (Брозович, 64), Бадель, Перишич, Манджукич (Крамарич, 84), Пьяца (Калинич, 80) |                    |           |                                              | |

| 6 октября 2016 ОЧМ 2018, группа I | Косово     | 0:6 (0:3) | Хорватия                                                             | Шкодер, Албания |
| | Бериша 18' | [ 79 ]    | 6′ 24′ 35′ Манджукич · 68′ Митрович · 83′ Перишич · 90+2′ Н. Калинич | Стадион: Лоро Боричи Зрителей: 14 612 Судья: Давид Фернандес Борбалан (Испания) Помощники судьи: Роберто Алонсо (Испания) Помощник судьи: Рауль Кабаньеро (Испания) Резервный судья: Карлос Клос Гомес (Испания) |
| Косово: Уйкани , Пердедай, Пниши, Пепа, В. Бериша, Рашица, Целина (А. Буньяку, 68), Зенели (Шаля, 77), Крюэзиу, Б. Бериша 19' (Халими, 58), Пакярада · Хорватия: Субашич, Врсалько, Перишич, Чорлука (Митрович, 46), Ковачич, Крамарич (Рог, 71), Манджукич (Калинич, 59), Бадель, Вида, Брозович, Пиварич |            |           |                                                                      | |

| 9 октября 2016 ОЧМ 2018, группа I | Финляндия                | 0:1 (0:1) | Хорватия                     | Тампере, Финляндия |
| | Ринг 54' · Мойсандер 72' | [ 80 ]    | Манджукич 18′ · Врсалько 77' | Стадион: Ратина Зрителей: 15 567 Судья: Рюдди Бюке (Франция) Помощники судьи: Фредерик Кано (Франция) Помощник судьи: Гийом Дебар (Франция) Резервный судья: Клеман Тюрпен (Франция) |
| Хорватия: Субашич, Вида, Пиварич, Врсалько 78', Митрович, Бадель, Брозович (Чоп, 71), Ковачич, Перишич, Манджукич (Калинич, 87), Крамарич (Рог, 81) |                          |           |                              | |

| 12 ноября 2016 ОЧМ 2018, группа I | Хорватия                                                    | 2:0 (1:0) | Исландия         | Загреб, Хорватия |
| | Брозович 15′, 90+1′ · Бадель 39' · Вида 76' · Перишич 90+4' | [ 81 ]    | Т. Бьярнасон 19' | Стадион: Максимир Зрителей: 0 Судья: Джанлука Рокки (Италия) Помощники судьи: Мауро Тонолини (Италия) Помощник судьи: Филиппо Мели (Италия) Резервный судья: Паоло Маццолени (Италия) |
| Хорватия: Субашич, Врсалько, Перишич 90+3', Чорлука , Ракитич (Крамарич, 85), Ковачич (Модрич, 46), Брозович, Бадель 39', Вида 76', Пиварич, Манджукич (Чоп, 90+2) |                                                             |           |                  | |

| 15 ноября 2016 товарищеский матч | Северная Ирландия | 0:3 (0:2) | Хорватия                              | Белфаст, Северная Ирландия |
| |                   | [ 82 ]    | Манджукич 9′ · Чоп 35′ · Крамарич 67′ | Стадион: Уиндзор Парк Зрителей: 16 893 Судья: Марк Клаттенбург (Англия) Помощники судьи: Джейк Коллин (Англия) Помощник судьи: Саймон Беннетт (Англия) |
| Хорватия: Калинич (Варгич, 82), Леовац, Митрович, Крамарич, Едвай, Рог (Пиварич, 87), Чоп, Манджукич (Чорич, 72), Бадель (Брозович, 51), Брадарич, Вида (Врсалько, 60) |                   |           |                                       | |

### 2017
| 11 января 2017 Международный Кубок Китая 2017 | Чили        | 1:1 (1:0; 0:1) (4:1 пен.) | Хорватия                                     | Наньнин, Китай |
| | Пинарес 18′ | [ 83 ]                    | Озобич 53' · Филипович 59' · Андрияшевич 76′ | Стадион: Спортивный центр Гуанси Зрителей: 6 686 Судья: Фу Мин (Китай) Помощники судьи: Ма Цзи (Китай) Помощник судьи: Цао И (Китай) |
| | Пенальти    |                           |                                              | |
| Варгас · Гальдамес · Босежур · Рамос |             | Пиварич · Антолич · Марич |                                              | |
| Хорватия: Ливакович, Пиварич , Матас, Барач, Филипович 59', Антолич, Андрияшевич (Иванушец, 90), Озобич 53' (Тудор, 57), Мишич, Перошевич (Марич, 57), Шитум (Баришич, 64) |             |                           |                                              | |

| 14 января 2017 Международный Кубок Китая 2017 | Китай                              | 1:1 (0:1; 1:0) (4:3 пен.)                       | Хорватия                               | Наньнин, Китай |
| | Хуэй Цзякан 44' · Ван Цзинбинь 89′ | [ 84 ]                                          | Иванушец 36′ · Тудор 48' · Антолич 53' | Стадион: Спортивный центр Гуанси Зрителей: 25 576 Судья: Ко Юн Джин (Южная Корея) Помощники судьи: Юн Ёль Кван (Южная Корея) Помощник судьи: Ким Янг-ха (Южная Корея) |
| | Пенальти                           |                                                 |                                        | |
| Инь Хунбо · Чи Чжунго · Фань Сяодун · Ван Цзинбинь · Ван Цзинсян |                                    | Пиварич · Озобич · Перошевич · Юранович · Мишич |                                        | |
| Хорватия: Прскало, Пиварич , Даткович, Баришич (Озобич, 90+1), Филипович, Антолич 53' (Перошевич, 65), Мишич, Юранович, Тудор 48' (Шитум, 68), Иванушец (Матас, 80), Марич (Андрияшевич, 46) |                                    |                                                 |                                        | |

| 24 марта 2017 ОЧМ 2018, группа I | Хорватия       | 1:0 (1:0) | Украина    | Загреб, Хорватия |
| | Н. Калинич 38′ | [ 85 ]    | Ротань 37' | Стадион: Максимир Зрителей: 27 351 Судья: Антонио Матеу Лаос (Испания) Помощники судьи: Пау Себриан Девис (Испания) Помощник судьи: Хавьер Агилар Родригес (Испания) Резервный судья: Карлос Клос Гомес (Испания) |
| Хорватия: Субашич, Вида, Пиварич, Митрович, Едвай, Модрич , Ракитич (Ковачич, 79), Бадель, Брозович (Рог, 90+2), Манджукич, Калинич (Крамарич, 87) |                |           |            | |

| 28 марта 2017 товарищеский матч | Эстония                                          | 3:0 (1:0) | Хорватия     | Таллин, Эстония |
| | Лутс 1′ · Баранов 45' · Васильев 81′ · Зенёв 84′ | [ 86 ]    | Лешкович 67' | Стадион: А. Ле Кок Арена Зрителей: 4 987 Судья: Марк Клаттенбург (Англия) Помощники судьи: Джейк Коллин (Англия) Помощник судьи: Саймон Беннетт (Англия) |
| Хорватия: Калинич, Вида (Едвай, 85), Лешкович 67', Митрович, Ковачич, Брадарич (Бадель, 58), Рог (Пиварич, 58), Перишич , Чоп, Крамарич, Пьяца (Чорич, 65) |                                                  |           |              | |

| 28 мая 2017 товарищеский матч | Мексика                  | 1:2 (0:2) | Хорватия                                                 | Лос-Анджелес, США |
| | Рейес 10' · Эрнандес 87′ | [ 87 ]    | Чоп 36′ 90+2' · Тудор 37′ · Шкорич 64' 77' · Баришич 86' | Стадион: Мемориальный колизей Зрителей: 62 317 Судья: Бальдомеро Толедо (США) Помощники судьи: Джеффри Хоскинг (США) Помощник судьи: Эдуардо Марискаль (США) |
| Хорватия: Калинич, Нижич, Едвай, Баришич 86', Филипович, Шкорич 64' 77', Шунич, Влашич (Милош, 90), Тудор (Колингер, 71), Чоп 90+3' (Майер, 90+3), Сантини (Катич, 83) |                          |           |                                                          | |

| 11 июня 2017 ОЧМ 2018, группа I | Исландия      | 1:0 (0:0) | Хорватия | Рейкьявик, Исландия |
| | Магнуссон 90′ | [ 88 ]    |          | Стадион: Лаугардалсвёллур Зрителей: 9 775 Судья: Альберто Ундиано Мальенко (Испания) Помощники судьи: Роберто Алонсо (Испания) Помощник судьи: Хавьер Агилар Родригес (Испания) Резервный судья: Карлос Клос Гомес (Испания) |
| Хорватия: Калинич, Перишич, Ловрен, Ковачич, Модрич , Едвай, Калинич (Брозович, 63), Манджукич (Сантини, 88), Вида, Бадель, Пиварич |               |           |          | |

| 3 сентября 2017 ОЧМ 2018, группа I | Хорватия               | 1:0 (0:0) | Косово                   | Загреб, Хорватия |
| | Вида 74′ · Пиварич 90' | [ 89 ]    | Мурики 65' · Войвода 83' | Стадион: Максимир Зрителей: 6 838 Судья: Стефан Юханнессон (Швеция) Помощники судьи: Фредрик Нильссон (Швеция) Помощник судьи: Мехмет Джулум (Швеция) Резервный судья: Мохаммед аль-Хаким (Швеция) |
| Хорватия: Субашич, Вида, Ловрен, Пиварич 90', Врсалько, Модрич , Ракитич (Крамарич, 55), Перишич, Ковачич (Бадель, 55), Манджукич, Брозович (Калинич, 73) · Косово: Уйкани , Ррахмани, Яшаница , Войвода 83', Алуши, В. Бериша, Крюэзиу, Кололи (Пакярада, 71), Зенели (Нухиу, 80), Рашица, В. Мурики 65' (Фейзулаху, 67) |                        |           |                          | |

| 5 сентября 2017 ОЧМ 2018, группа I | Турция                        | 1:0 (0:0) | Хорватия                                                     | Эскишехир, Турция |
| | Тосун 9' 75′ · Чалханоглу 39' | [ 90 ]    | Н. Калинич 45' · Перишич 65' · Бадель 90+2' · Брозович 90+4' | Стадион: Ени Эскишехир Зрителей: 28 600 Судья: Виктор Кашшаи (Венгрия) Помощники судьи: Венцель Тот (Венгрия) Помощник судьи: Дьёрдь Ринг (Венгрия) Резервный судья: Адам Фаркаш (Венгрия) |
| Хорватия: Субашич, Вида, Ловрен, Пиварич, Врсалько (Чоп, 84), Модрич , Перишич 66', Бадель 90+2', Брозович 90+4', Ковачич (Крамарич, 71), Калинич 45' (Манджукич, 62) |                               |           |                                                              | |

| 6 октября 2017 ОЧМ 2018, группа I | Хорватия                | 1:1 (0:0) | Финляндия               | Риека, Хорватия |
| | Манджукич 57′ · Рог 89' | [ 91 ]    | Хетемай 75' · Сойри 90′ | Стадион: Руевица Зрителей: 7 578 Судья: Даниэль Стефаньский (Польша) Помощники судьи: Кшиштоф Мырмус (Польша) Помощник судьи: Давид Голис (Польша) Резервный судья: Бартош Франковский (Польша) |
| Хорватия: Субашич, Вида, Пиварич, Врсалько, Митрович, Модрич , Ракитич, Перишич, Брозович (Рог 89', 54), Крамарич (Чоп, 81), Манджукич (Пашалич, 86) |                         |           |                         | |

| 9 октября 2017 ОЧМ 2018, группа I | Украина                     | 0:2 (0:0) | Хорватия          | Киев, Украина |
| | Степаненко 60' · Ротань 64' | [ 92 ]    | Крамарич 62′, 70′ | Стадион: Олимпийский Зрителей: 60 200 Судья: Феликс Брых (Германия) Помощники судьи: Марк Борш (Германия) Помощник судьи: Штефан Лупп (Германия) Резервный судья: Бастиан Данкерт (Германия) |
| Хорватия: Субашич, Вида, Ловрен, Врсалько (Пиварич, 86), Митрович, Модрич , Ракитич, Перишич, Бадель, Манджукич (Рог, 90+1), Крамарич (Пашалич, 88) |                             |           |                   | |

| 9 ноября 2017 ОЧМ 2018, плей-офф | Хорватия                                                        | 4:1 (3:1) | Греция                                                       | Загреб, Хорватия |
| | Модрич 13′ (пен.) · Н. Калинич 19′ · Перишич 33′ · Крамарич 49′ | [ 93 ]    | Карнезис 12' · Зека 21' · Папастатопулос 30′ · Бакасетас 79' | Стадион: Максимир Зрителей: 30 013 Судья: Джанлука Рокки (Италия) Помощники судьи: Мауро Тонолини (Италия) Помощник судьи: Эленито Ди Либераторе (Италия) Резервный судья: Лука Банти (Италия) |
| Хорватия: Субашич, Врсалько, Стринич, Перишич, Ловрен, Ракитич, Крамарич (Влашич, 83), Модрич (Пашалич, 89), Брозович, Калинич (Ребич, 76), Вида |                                                                 |           |                                                              | |

| 12 ноября 2017 ОЧМ 2018, плей-офф | Греция       | 0:0 (0:0) (1:4 по сумме двух матчей) | Хорватия | Пирей, Греция |
| | Тахцидис 24' | [ 94 ]                               |          | Стадион: Караискакис Зрителей: 18 667 Судья: Бьорн Кёйперс (Нидерланды) Помощники судьи: Сандер ван Рукел (Нидерланды) Помощник судьи: Эрвин Зейнстра (Нидерланды) Резервный судья: Данни Маккели (Нидерланды) |
| Хорватия: Субашич, Вида, Стринич, Ловрен, Ракитич, Врсалько, Модрич (Митрович, 90+1), Перишич (Ребич, 85), Брозович, Манджукич, Калинич (Крамарич, 78) |              |                                      |          | |

### 2018
| 24 марта 2018 товарищеский матч | Перу                                                  | 2:0 (1:0) | Хорватия                    | Майами, США |
| | Каррильо 12′ · Куэва 27' · Флорес 48′ · Йотун 56' 74' | [ 95 ]    | Брозович 29' · Врсалько 77' | Стадион: Хард Рок-стэдиум Зрителей: 46 893 Судья: Исмаил Эльфат (США) Помощники судьи: Чарльз Джастин Морганте (США) Помощник судьи: Адам Венцковский (США) |
| Хорватия: Субашич, Чорлука, Вида, Врсалько 78', Модрич , Ракитич, Перишич (Ребич, 77), Брозович 29' (Ковачич, 56), Манджукич (Пьяца, 71), Калинич (Крамарич, 64), Стринич |                                                       |           |                             | |

| 28 марта 2018 товарищеский матч | Мексика | 0:1 (0:0) | Хорватия           | Арлингтон, США |
| |         | [ 96 ]    | Ракитич 62′ (пен.) | Стадион: Эй-ти-энд-ти-стэдиум Зрителей: 79 128 Судья: Марио Эскобар (Гватемала) Помощники судьи: Рональдо де ла Крус (Гватемала) Помощник судьи: Кайл Аткинс (США) |
| Хорватия: Калинич, Чорлука (Нижич, 74), Вида, Пиварич, Врсалько (Едвай, 35), Ракитич (Чоп, 76), Бадель (Брадарич, 45+2), Ковачич, Крамарич, Ребич (Пашалич, 71), Пьяца (Рог, 60) |         |           |                    | |

| 3 июня 2018 товарищеский матч | Бразилия                                     | 2:0 (0:0) | Хорватия                                 | Ливерпуль, Англия |
| | Фернандиньо 40' · Неймар 69′ · Фирмино 90+3′ | [ 97 ]    | Крамарич 13' · Перишич 38' · Ракитич 79' | Стадион: Энфилд Зрителей: 36 584 Судья: Майкл Оливер (Англия) Помощники судьи: Саймон Беннетт (Англия) Помощник судьи: Стюарт Берт (Англия) |
| Хорватия: Субашич, Чорлука (Чалета-Цар, 52), Вида, Ловрен, Врсалько (Едвай, 87), Модрич (Ковачич, 58), Перишич 38', Бадель (Брозович, 61), Крамарич 13', Ребич (Пьяца, 64), Ракитич 78' (Брадарич, 83) |                                              |           |                                          | |

| 8 июня 2018 товарищеский матч | Хорватия                                 | 2:1 (0:0) | Сенегал                                                               | Осиек, Хорватия |
| | Перишич 63′ · Крамарич 78′ · Ковачич 86' | [ 98 ]    | Кулибали 35' · Сарр 48′ · Сако 61' · Н’Диай 66' · Сане 67' · Мане 67' | Стадион: Градски врт Зрителей: 15 998 Судья: Адам Фаркаш (Венгрия) Помощники судьи: Балаж Бузаш (Венгрия) Помощник судьи: Балаж Серт (Венгрия) |
| Хорватия: Субашич (Калинич, 67), Чорлука, Вида, Стринич, Ловрен (Едвай, 46), Модрич , Ракитич (Ковачич 86', 65), Перишич, Бадель (Крамарич, 46), Манджукич (Калинич, 46), Ребич (Брозович, 61) |                                          |           |                                                                       | |

| 16 июня 2018 ЧМ 2018, группа D | Хорватия                                                          | 2:0 (1:0) | Нигерия   | Калининград, Россия |
| | Ракитич 30' · Этебо 32′ (авт.) · Модрич 71′ (пен.) · Брозович 89' | [ 99 ]    | Эконг 90' | Стадион: Стадион «Калининград» Зрителей: 31 136 Судья: Сандро Риччи (Бразилия) Помощники судьи: Эмерсон де Карвальо (Бразилия) Помощник судьи: Марсело Ван Гассе (Бразилия) Резервный судья: Антонио Матеу Лаос (Испания) Игрок матча: Лука Модрич |
| Хорватия: Субашич, Вида, Стринич, Ловрен, Врсалько, Модрич , Ракитич 30', Перишич, Манджукич (Пьяца, 86), Крамарич (Брозович 89', 60), Ребич (Ковачич, 78) |                                                                   |           |           | |

| 21 июня 2018 ЧМ 2018, группа D | Аргентина                               | 0:3 (0:0) | Хорватия                                                                                  | Нижний Новгород, Россия |
| | Меркадо 51' · Отаменди 85' · Акунья 87' | [ 100 ]   | Ребич 39' 53′ · Манджукич 58' · Врсалько 67' · Модрич 80′ · Ракитич 90+1′ · Чорлука 90+4' | Стадион: Стадион «Нижний Новгород» Зрителей: 43 319 Судья: Равшан Ирматов (Узбекистан) Помощники судьи: Абдухамидулло Расулов (Узбекистан) Помощник судьи: Джахангир Саидов (Узбекистан) Резервный судья: Норбер Оата (Tahiti) Игрок матча: Лука Модрич |
| Хорватия: Субашич, Вида, Стринич, Ловрен, Врсалько 67', Модрич , Ракитич, Перишич (Ковачич, 82), Брозович, Манджукич 58' (Чорлука 90+4', 90+2), Ребич 39' (Крамарич, 57) |                                         |           |                                                                                           | |

| 26 июня 2018 ЧМ 2018, группа D | Исландия                                                                       | 1:2 (0:0) | Хорватия                                         | Ростов-на-Дону, Россия |
| | Хадльвредссон 59' · Финнбогасон 64' · Г. Сигурдссон 76′ (пен.) · Севарссон 84' | [ 101 ]   | Пьяца 14' · Бадель 53′ · Едвай 83' · Перишич 90′ | Стадион: Ростов Арена Зрителей: 43 472 Судья: Антонио Матеу Лаос (Испания) Помощники судьи: Роберто Диас (Испания) Помощник судьи: Пау Себриан Девис (Испания) Резервный судья: Джон Питти (Panama) Игрок матча: Милан Бадель |
| Хорватия: Калинич, Чорлука, Пиварич, Едвай 83', Чалета-Цар, Модрич (Брадарич, 65), Перишич, Бадель, Ковачич (Ракитич, 82), Крамарич, Пьяца 14' (Ловрен, 69) |                                                                                |           |                                                  | |

| 1 июля 2018 ЧМ 2018, 1/8 финала | Хорватия     | 1:1 (1:1; 0:0) (доп. вр.) (3:2 пен.)             | Дания                | Нижний Новгород, Россия |
| | Манджукич 4′ | [ 102 ]                                          | М. Йёргенсен 1′ 115' | Стадион: Стадион «Нижний Новгород» Зрителей: 40 851 Судья: Нестор Питана (Аргентина) Помощники судьи: Эрнан Майдана (Аргентина) Помощник судьи: Хуан Пабло Беллати (Аргентина) Резервный судья: Энрике Касерес (Парагвай) Игрок матча: Каспер Шмейхель |
| | Пенальти     |                                                  |                      | |
| Бадель · Крамарич · Модрич · Пиварич · Ракитич |              | Эриксен · Кьер · Крон-Дели · Шёне · Н. Йоргенсен |                      | |
| Хорватия: Субашич, Вида, Стринич (Пиварич, 81), Ловрен, Врсалько, Модрич , Ракитич, Перишич (Крамарич, 97), Брозович (Ковачич, 71), Манджукич (Бадель, 108), Ребич |              |                                                  |                      | |

| 7 июля 2018 ЧМ 2018, 1/4 финала | Россия                                        | 2:2 (1:1; 0:0) (доп. вр.) (3:4 пен.)         | Хорватия                                                                | Сочи, Россия |
| | Черышев 31′ · Газинский 109' · Фернандес 115′ | [ 103 ]                                      | Ловрен 35' · Стринич 38' · Крамарич 39′ · Вида 101′ 101' · Пиварич 114' | Стадион: Фишт Зрителей: 44 287 Судья: Сандро Риччи (Бразилия) Помощники судьи: Эмерсон де Карвальо (Бразилия) Помощник судьи: Марсело Ван Гассе (Бразилия) Резервный судья: Джанни Сиказве (Zambia) Игрок матча: Лука Модрич |
| | Пенальти                                      |                                              |                                                                         | |
| Смолов · Дзагоев · Фернандес · Игнашевич · Кузяев |                                               | Брозович · Ковачич · Модрич · Вида · Ракитич |                                                                         | |
| Хорватия: Субашич, Ловрен 35', Вида 102', Стринич 38' (Пиварич 114', 74), Врсалько (Чорлука, 97), Модрич , Ракитич, Перишич (Брозович, 63), Манджукич, Крамарич (Ковачич, 88), Ребич |                                               |                                              |                                                                         | |

| 11 июля 2018 ЧМ 2018, 1/2 финала | Хорватия                                     | 2:1 (0:1; 1:0) (доп. вр.) | Англия                  | Москва, Россия |
| | Манджукич 48' 109′ · Перишич 68′ · Ребич 96' | [ 104 ]                   | Триппьер 5′ · Уокер 54' | Стадион: Лужники Зрителей: 78 011 Судья: Джюнейт Чакыр (Турция) Помощники судьи: Бахаттин Дуран (Турция) Помощник судьи: Тарык Онгун (Турция) Резервный судья: Бьорн Кёйперс (Нидерланды) Игрок матча: Иван Перишич |
| Хорватия: Субашич, Вида, Стринич (Пиварич, 95), Ловрен, Врсалько, Модрич (Бадель, 119), Ракитич, Перишич, Брозович, Манджукич 48' (Чорлука, 101), Ребич 9 6' (Крамарич, 101) |                                              |                           |                         | |

| 15 июля 2018 ЧМ 2018, финал | Франция                                                                                        | 4:2 (2:1) | Хорватия                                     | Москва, Россия |
| | Манджукич 18′ (авт.) · Канте 27' · Гризманн 38′ (пен.) · Эрнандес 41' · Погба 59′ · Мбаппе 65′ | [ 105 ]   | Перишич 28′ · Манджукич 69′ · Врсалько 90+2' | Стадион: Лужники Зрителей: 78 011 Судья: Нестор Питана (Аргентина) Помощники судьи: Эрнан Майдана (Аргентина) Помощник судьи: Хуан Пабло Беллати (Аргентина) Резервный судья: Бьорн Кёйперс (Нидерланды) Игрок матча: Антуан Гризманн |
| Хорватия: Субашич, Вида, Стринич (Пьяца, 81), Ловрен, Врсалько 90+2', Модрич , Ракитич, Перишич, Брозович, Манджукич, Ребич (Крамарич, 71) |                                                                                                |           |                                              | |

| 6 сентября 2018 товарищеский матч | Португалия              | 1:1 (1:1) | Хорватия                      | Фару/Лоле, Португалия |
| | Пепе 32′ · Карвалью 72' | [ 106 ]   | Перишич 18′ 30' · Ковачич 42' | Стадион: Алгарве Зрителей: 26 355 Судья: Хавьер Эстрада Фернандес (Испания) Помощники судьи: Хавьер Агилар Родригес (Испания) Помощник судьи: Теодоро Собрино Маган (Испания) |
| Хорватия: Калинич, Вида (Едвай, 35), Врсалько (Милич, 46), Митрович, Баришич, Модрич (Пашалич, 55), Перишич 30' (Чоп, 63), Ковачич 41', Ливая (Сантини, 57), Пьяца (Рог, 72), Бадель |                         |           |                               | |

| 11 сентября 2018 ЛН 2018/19 | Испания                                                                               | 6:0 (3:0) | Хорватия                   | Эльче, Испания |
| 20:45(20:45 UTC+2) | Ньигес 24′ · Асенсио 33′ · Л. Калинич 35′ (авт.) · Родриго 49′ · Рамос 57′ · Иско 70′ | [ 107 ]   | Сантини 12' · Брозович 39' | Стадион: Мануэль Мартинес Валеро Зрителей: 26 900 Судья: Бенуа Бастьен (Франция) Помощники судьи: Хишам Закрани (Франция) Помощник судьи: Фредерик Акетт (Франция) Резервный судья: Филипп Жанна (Франция) Судьи на линии: Бенуа Мийо (Франция) Судьи на линии: Жером Мигелгорри (Франция) |
| Хорватия: Калинич, Вида, Пиварич, Врсалько (Рог, 20), Митрович, Модрич , Ракитич, Перишич, Брозович 39' (Пьяца, 62), Ковачич, Сантини 12' (Ливая, 71) |                                                                                       |           |                            | |

| 12 октября 2018 ЛН 2018/19 | Хорватия                             | 0:0 (0:0) | Англия                                   | Риека, Хорватия |
| 20:45(20:45 UTC+2) | Ковачич 25' · Ловрен 45' · Едвай 59' | [ 108 ]   | Хендерсон 6' · Стоунз 52' · Стерлинг 72' | Стадион: Руевица Зрителей: 0 Судья: Феликс Брых (Германия) Помощники судьи: Марк Борш (Германия) Помощник судьи: Штефан Лупп (Германия) Резервный судья: Доминик Шаал (Германия) Судьи на линии: Марко Фриц (Германия) Судьи на линии: Харм Осмерс (Германия) |
| Хорватия: Ливакович, Вида, Ловрен 45', Пиварич, Едвай 59', Модрич , Ракитич, Перишич (Пьяца, 68), Ковачич 25' (Бадель, 73), Крамарич, Ребич (Ливая, 80) |                                      |           |                                          | |

| 15 октября 2018 товарищеский матч | Хорватия                                                       | 2:1 (1:0) | Иордания                                                  | Риека, Хорватия |
| | Вида 24′ · Бартолец 45' · Митрович 63′ · Едвай 79' · Рог 90+1' | [ 109 ]   | Махмуд аль-Марди 41' · Баха Файсал 73′ · Тарек Хаттаб 85' | Стадион: Руевица Зрителей: 4 820 Судья: Андо-Сабо Шандор (Венгрия) Помощники судьи: Жолт Варга (Венгрия) Помощник судьи: Оскар Лемон (Венгрия) Резервный судья: Фран Йович (Хорватия) |
| Хорватия: Ливакович, Рог 90+1', Вида , Ловрен (Митрович, 46), Милич (Пиварич, 46), Бадель (Брадарич, 46), Пашалич, Бартолец 45' (Едвай 79', 64), Крамарич (Сантини, 67), Пьяца, Ребич (Ливая, 64) |                                                                |           |                                                           | |

| 15 ноября 2018 ЛН 2018/19 | Хорватия                                                 | 3:2 (0:0) | Испания                                                      | Загреб, Хорватия |
| 20:45(20:45 UTC+1) | Крамарич 54′ · Едвай 69′ 90+3′ · Ребич 70' · Перишич 88' | [ 110 ]   | Себальос 56′ · Рамос 77′ (пен.) · Бускетс 87' · Себальос 90' | Стадион: Максимир Зрителей: 33 018 Судья: Алексей Кульбаков (Беларусь) Помощники судьи: Дмитрий Жук (Беларусь) Помощник судьи: Олег Маслянко (Беларусь) Резервный судья: Юрий Хомченко (Беларусь) Судьи на линии: Денис Щербаков (Беларусь) Судьи на линии: Dzmitry Dzmitryieu (Беларусь) |
| Хорватия: Калинич, Вида, Ловрен, Врсалько, Едвай, Модрич , Ракитич (Влашич, 68), Перишич 88', Брозович, Крамарич (Пьяца, 89), Ребич 70' (Брекало, 74) |                                                          |           |                                                              | |

| 18 ноября 2018 ЛН 2018/19 | Англия                              | 2:1 (0:0) | Хорватия                                             | Лондон, Англия |
| 15:00(14:00 UTC±0) | Баркли 26' · Лингард 78′ · Кейн 85′ | [ 111 ]   | Крамарич 57′ · Брозович 67' · Едвай 67' · Ловрен 89' | Стадион: Уэмбли Зрителей: 78 221 Судья: Анастасиос Сидиропулос (Греция) Помощники судьи: Полихронис Костарас (Греция) Помощник судьи: Лазарос Димитриадис (Греция) Резервный судья: Дамианос Эфтимиадис (Греция) Судьи на линии: Анастасиос Папапетру (Греция) Судьи на линии: Иоаннис Пападопулос (Греция) |
| Хорватия: Калинич, Вида, Ловрен 89', Врсалько (Милич, 26), Едвай 67', Модрич , Перишич, Брозович 67', Влашич (Рог, 79), Крамарич, Ребич (Брекало, 46) |                                     |           |                                                      | |

### 2019
| 21 марта 2019 ОЧЕ 2020, группа E | Хорватия                   | 2:1 (1:1) | Азербайджан                | Загреб, Хорватия |
| 20:45 | Баришич 44′ · Крамарич 79′ | [ 112 ]   | Шейдаев 19′ · Медведев 67' | Стадион: Максимир Зрителей: 23 146 Судья: Георгий Кабаков (Болгария) Помощники судьи: Мартин Маргаритов (Болгария) Помощник судьи: Диян Валков (Болгария) Резервный судья: Никола Попов (Болгария) |
| Хорватия: Калинич, Вида, Чалета-Цар, Баришич, Ракитич, Модрич (Бадель, 90+2), Перишич, Ковачич (Влашич, 73), Брекало, Крамарич, Петкович (Ребич, 69) |                            |           |                            | |

| 24 марта 2019 ОЧЕ 2020, группа E | Венгрия                              | 2:1 (1:1) | Хорватия               | Будапешт, Венгрия |
| 18:00 | Салаи 34′ · Джуджак 63' · Паткаи 76′ | [ 113 ]   | Ребич 13′ · Ловрен 82' | Стадион: Групама Арена Зрителей: 22 000 Судья: Уильям Коллам (Шотландия) Помощники судьи: Дэвид Макгичи (Шотландия) Помощник судьи: Грэм Стюарт (Шотландия) Резервный судья: Бобби Мэдден (Шотландия) |
| Хорватия: Калинич, Ловрен 82', Вида, Едвай (Петкович, 77), Баришич (Леовац, 30), Модрич , Ракитич, Перишич, Брозович, Крамарич, Ребич (Брекало, 67) |                                      |           |                        | |

| 8 июня 2019 ОЧЕ 2020, группа E | Хорватия                                                                                                | 2:1 (1:0) | Уэльс                | Осиек, Хорватия |
| 15:00 | Дж. Лоуренс 17′ (авт.) · Брекало 28' · Перишич 48′ · Едвай 50' · Ловрен 54' · Вида 69' · Брозович 90+2' | [ 114 ]   | Бейл 49' · Брукс 77′ | Стадион: Градски врт Зрителей: 17 061 Судья: Иштван Ковач (Румыния) Помощники судьи: Василе Маринеску (Румыния) Помощник судьи: Овидиу Артене (Румыния) Резервный судья: Мариус Аврам (Румыния) |
| Хорватия: Ливакович, Вида 69', Ловрен 54', Едвай 50', Брозович 90+2', Баришич, Модрич , Перишич (Шкорич, 90+3), Ковачич (Бадель, 76), Брекало 28' (Пашалич, 67), Крамарич | |           |                      | |

| 11 июня 2019 товарищеский матч | Хорватия                | 1:2 (0:1) | Тунис                                      | Вараждин, Хорватия |
| 20:45 | Петкович 47′ · Вида 69' | [ 115 ]   | Бадри 16′ · Слити 70′ (пен.) · Кешрида 89' | Стадион: Анжелко Херявец Зрителей: 8 036 Судья: Даниэль Стефаньский (Польша) Помощники судьи: Конрад Сапела (Польша) Помощник судьи: Давид Игор Голис (Польша) Резервный судья: Игор Паяч (Хорватия) |
| Хорватия: Слуга, Вида 69', Ловрен (Бартолец, 46), Мельняк, Брекало (Халилович, 58), Ковачич (Перишич, 55), Бадель (Брозович, 55), Пашалич (Модрич, 70), Бенкович, Крамарич (Цакташ, 63), Петкович |                         |           |                                            | |

| 6 сентября 2019 ОЧЕ 2020, группа E | Словакия | 0:4 (0:1) | Хорватия                                             | Трнава, Словакия |
| 20:45 |          | [ 116 ]   | Влашич 45′ · Перишич 47′ · Петкович 72′ · Ловрен 89′ | Стадион: Стадион Антона Малатинского Зрителей: 18 098 Судья: Феликс Брых (Германия) Помощники судьи: Марк Борш (Германия) Помощник судьи: Штефан Лупп (Германия) Резервный судья: Марко Фриц (Германия) |
| Хорватия: Ливакович, Вида, Ловрен, Баришич, Бартолец, Модрич , Перишич, Брозович, Влашич (Бадель, 82), Ребич (Брекало, 70), Петкович (Пашалич, 83) |          |           |                                                      | |

| 9 сентября 2019 ОЧЕ 2020, группа E | Азербайджан                                                     | 1:1 (0:1) | Хорватия                                       | Баку, Азербайджан |
| 20:00 | Кривоцюк 62' · Назаров 67' · Халилзаде 68' 72′ · Медведев 90+3' | [ 117 ]   | Модрич 11′ (пен.) · Брозович 21' · Баришич 70' | Стадион: Баксель Арена Зрителей: 9 150 Судья: Сандро Шерер (Швейцария) Помощники судьи: Стефан де Алмейда (Швейцария) Помощник судьи: Ален Хайнигер (Швейцария) Резервный судья: Федайи Сан (Швейцария) |
| Хорватия: Ливакович, Ловрен, Баришич 70', Вида, Бартолец (Брекало, 76), Модрич , Брозович 21', Перишич, Ребич (Оршич, 86), Влашич, Петкович |                                                                 |           |                                                | |

| 10 октября 2019 ОЧЕ 2020, группа E | Хорватия                                                | 3:0 (3:0) | Венгрия                              | Сплит, Хорватия |
| 20:45 | Модрич 5′ · Петкович 24′, 42′ · Вида 31' · Брозович 45' | [ 118 ]   | Кляйнхайслер 18' 56' · Ловренчич 82' | Стадион: Полюд Зрителей: 32 110 Судья: Даниэле Орсато (Италия) Помощники судьи: Лоренцо Маньянелли (Италия) Помощник судьи: Фабиано Прети (Италия) Резервный судья: Давиде Масса (Италия) |
| Хорватия: Ливакович, Баришич, Вида 31', Ловрен, Едвай, Ракитич (Влашич, 74), Модрич (Ковачич, 67), Перишич (Брекало, 60), Брозович 44', Ребич, Петкович |                                                         |           |                                      | |

| 13 октября 2019 ОЧЕ 2020, группа E | Уэльс                                           | 1:1 (1:1) | Хорватия                                                                      | Кардифф, Уэльс |
| 19:45 | Бейл 45+3′ · Мур 57' · Аллен 86' · Джеймс 90+6' | [ 119 ]   | Влашич 9′ · Вида 15' · Ловрен 45+5' · Петкович 46' · Ракитич 85' · Модрич 89' | Стадион: Кардифф Сити Зрителей: 31 745 Судья: Бьорн Кёйперс (Нидерланды) Помощники судьи: Сандер ван Рукел (Нидерланды) Помощник судьи: Эрвин Зейнстра (Нидерланды) Резервный судья: Пол ван Бокель (Нидерланды) |
| Хорватия: Ливакович, Вида 15', Ловрен 5+ 5', Едвай, Перишич, Баришич, Модрич 89' (Бадель, 90), Ковачич (Ракитич 85', 46), Влашич, Брекало, Петкович 46' (Ребич, 64) |                                                 |           |                                                                               | |

| 16 ноября 2019 ОЧЕ 2020, группа E | Хорватия                                                             | 3:1 (0:1) | Словакия                                 | Риека, Хорватия |
| 20:45 | Чалета-Цар 13' · Ребич 43' · Влашич 56′ · Петкович 60′ · Перишич 74′ | [ 120 ]   | Мак 23' 66' · Боженик 32′ · Дубравка 79' | Стадион: Руевица Зрителей: 8 212 Судья: Клеман Тюрпен (Франция) Помощники судьи: Николя Дано (Франция) Помощник судьи: Сирил Гренгор (Франция) Резервный судья: Франсуа Летексье (Франция) |
| Хорватия: Ливакович, Едвай, Чалета-Цар 13', Перич, Баришич, Модрич , Перишич (Оршич, 81), Брозович, Ребич 43' (Брекало, 54), Петкович, Влашич (Ковачич, 75) |                                                                      |           |                                          | |

| 19 ноября 2019 товарищеский матч | Хорватия                       | 2:1 (1:1) | Грузия           | Пула, Хорватия |
| 20:45 | Кашия 25′ (авт.) · Перишич 54′ | [ 121 ]   | Папунаишвили 19′ | Стадион: Альдо Дросина Зрителей: 5 072 Судья: Алан Марио Сант (Мальта) Помощники судьи: Дункан Султана (Мальта) Помощник судьи: Луке Портелли (Мальта) Резервный судья: Марин Видулин (Хорватия) |
| Хорватия: Калинич (Слуга, 46), Мельняк, Шкорич, Ковачич (Влашич, 65), Оршич (Рог, 46), Перишич (Перич, 75), Едвай (Чалета-Цар, 46), Ребич, Пашалич, Бадель, Бартолец (Юранович, 46) |                                |           |                  | |